# 1901
Portal Geschichte | Portal Biografien | Aktuelle Ereignisse | Jahreskalender | Tagesartikel

◄ |
19. Jahrhundert |
20. Jahrhundert
| 21. Jahrhundert

◄ |
1870er |
1880er |
1890er |
1900er
| 1910er | 1920er | 1930er | ►

◄◄ |
◄ |
1897 |
1898 |
1899 |
1900 |
1901
| 1902 | 1903 | 1904 | 1905 | ► | ►►
Staatsoberhäupter · Wahlen · Nekrolog  · Literaturjahr · Musikjahr · Filmjahr  · Sportjahr
| Januar | Januar | Januar | Januar | Januar | Januar | Januar | Januar |
| Kw     | Mo     | Di     | Mi     | Do     | Fr     | Sa     | So     |
| ------ | ------ | ------ | ------ | ------ | ------ | ------ | ------ |
| 1      |        | 1      | 2      | 3      | 4      | 5      | 6      |
| 2      | 7      | 8      | 9      | 10     | 11     | 12     | 13     |
| 3      | 14     | 15     | 16     | 17     | 18     | 19     | 20     |
| 4      | 21     | 22     | 23     | 24     | 25     | 26     | 27     |
| 5      | 28     | 29     | 30     | 31     |        |        |        |

| Februar | Februar | Februar | Februar | Februar | Februar | Februar | Februar |
| Kw      | Mo      | Di      | Mi      | Do      | Fr      | Sa      | So      |
| ------- | ------- | ------- | ------- | ------- | ------- | ------- | ------- |
| 5       |         |         |         |         | 1       | 2       | 3       |
| 6       | 4       | 5       | 6       | 7       | 8       | 9       | 10      |
| 7       | 11      | 12      | 13      | 14      | 15      | 16      | 17      |
| 8       | 18      | 19      | 20      | 21      | 22      | 23      | 24      |
| 9       | 25      | 26      | 27      | 28      |         |         |         |

| März | März | März | März | März | März | März | März |
| Kw   | Mo   | Di   | Mi   | Do   | Fr   | Sa   | So   |
| ---- | ---- | ---- | ---- | ---- | ---- | ---- | ---- |
| 9    |      |      |      |      | 1    | 2    | 3    |
| 10   | 4    | 5    | 6    | 7    | 8    | 9    | 10   |
| 11   | 11   | 12   | 13   | 14   | 15   | 16   | 17   |
| 12   | 18   | 19   | 20   | 21   | 22   | 23   | 24   |
| 13   | 25   | 26   | 27   | 28   | 29   | 30   | 31   |

| April | April | April | April | April | April | April | April |
| Kw    | Mo    | Di    | Mi    | Do    | Fr    | Sa    | So    |
| ----- | ----- | ----- | ----- | ----- | ----- | ----- | ----- |
| 14    | 1     | 2     | 3     | 4     | 5     | 6     | 7     |
| 15    | 8     | 9     | 10    | 11    | 12    | 13    | 14    |
| 16    | 15    | 16    | 17    | 18    | 19    | 20    | 21    |
| 17    | 22    | 23    | 24    | 25    | 26    | 27    | 28    |
| 18    | 29    | 30    |       |       |       |       |       |

| Mai | Mai | Mai | Mai | Mai | Mai | Mai | Mai |
| Kw  | Mo  | Di  | Mi  | Do  | Fr  | Sa  | So  |
| 18  |     |     | 1   | 2   | 3   | 4   | 5   |
| 19  | 6   | 7   | 8   | 9   | 10  | 11  | 12  |
| 20  | 13  | 14  | 15  | 16  | 17  | 18  | 19  |
| 21  | 20  | 21  | 22  | 23  | 24  | 25  | 26  |
| 22  | 27  | 28  | 29  | 30  | 31  |     |     |
| --- | --- | --- | --- | --- | --- | --- | --- |

| Juni | Juni | Juni | Juni | Juni | Juni | Juni | Juni |
| Kw   | Mo   | Di   | Mi   | Do   | Fr   | Sa   | So   |
| ---- | ---- | ---- | ---- | ---- | ---- | ---- | ---- |
| 22   |      |      |      |      |      | 1    | 2    |
| 23   | 3    | 4    | 5    | 6    | 7    | 8    | 9    |
| 24   | 10   | 11   | 12   | 13   | 14   | 15   | 16   |
| 25   | 17   | 18   | 19   | 20   | 21   | 22   | 23   |
| 26   | 24   | 25   | 26   | 27   | 28   | 29   | 30   |

| Juli | Juli | Juli | Juli | Juli | Juli | Juli | Juli |
| Kw   | Mo   | Di   | Mi   | Do   | Fr   | Sa   | So   |
| ---- | ---- | ---- | ---- | ---- | ---- | ---- | ---- |
| 27   | 1    | 2    | 3    | 4    | 5    | 6    | 7    |
| 28   | 8    | 9    | 10   | 11   | 12   | 13   | 14   |
| 29   | 15   | 16   | 17   | 18   | 19   | 20   | 21   |
| 30   | 22   | 23   | 24   | 25   | 26   | 27   | 28   |
| 31   | 29   | 30   | 31   |      |      |      |      |

| August | August | August | August | August | August | August | August |
| Kw     | Mo     | Di     | Mi     | Do     | Fr     | Sa     | So     |
| ------ | ------ | ------ | ------ | ------ | ------ | ------ | ------ |
| 31     |        |        |        | 1      | 2      | 3      | 4      |
| 32     | 5      | 6      | 7      | 8      | 9      | 10     | 11     |
| 33     | 12     | 13     | 14     | 15     | 16     | 17     | 18     |
| 34     | 19     | 20     | 21     | 22     | 23     | 24     | 25     |
| 35     | 26     | 27     | 28     | 29     | 30     | 31     |        |

| September | September | September | September | September | September | September | September |
| Kw        | Mo        | Di        | Mi        | Do        | Fr        | Sa        | So        |
| --------- | --------- | --------- | --------- | --------- | --------- | --------- | --------- |
| 35        |           |           |           |           |           |           | 1         |
| 36        | 2         | 3         | 4         | 5         | 6         | 7         | 8         |
| 37        | 9         | 10        | 11        | 12        | 13        | 14        | 15        |
| 38        | 16        | 17        | 18        | 19        | 20        | 21        | 22        |
| 39        | 23        | 24        | 25        | 26        | 27        | 28        | 29        |
| 40        | 30        |           |           |           |           |           |           |

| Oktober | Oktober | Oktober | Oktober | Oktober | Oktober | Oktober | Oktober |
| Kw      | Mo      | Di      | Mi      | Do      | Fr      | Sa      | So      |
| ------- | ------- | ------- | ------- | ------- | ------- | ------- | ------- |
| 40      |         | 1       | 2       | 3       | 4       | 5       | 6       |
| 41      | 7       | 8       | 9       | 10      | 11      | 12      | 13      |
| 42      | 14      | 15      | 16      | 17      | 18      | 19      | 20      |
| 43      | 21      | 22      | 23      | 24      | 25      | 26      | 27      |
| 44      | 28      | 29      | 30      | 31      |         |         |         |

| November | November | November | November | November | November | November | November |
| Kw       | Mo       | Di       | Mi       | Do       | Fr       | Sa       | So       |
| -------- | -------- | -------- | -------- | -------- | -------- | -------- | -------- |
| 44       |          |          |          |          | 1        | 2        | 3        |
| 45       | 4        | 5        | 6        | 7        | 8        | 9        | 10       |
| 46       | 11       | 12       | 13       | 14       | 15       | 16       | 17       |
| 47       | 18       | 19       | 20       | 21       | 22       | 23       | 24       |
| 48       | 25       | 26       | 27       | 28       | 29       | 30       |          |

| Dezember | Dezember | Dezember | Dezember | Dezember | Dezember | Dezember | Dezember |
| Kw       | Mo       | Di       | Mi       | Do       | Fr       | Sa       | So       |
| -------- | -------- | -------- | -------- | -------- | -------- | -------- | -------- |
| 48       |          |          |          |          |          |          | 1        |
| 49       | 2        | 3        | 4        | 5        | 6        | 7        | 8        |
| 50       | 9        | 10       | 11       | 12       | 13       | 14       | 15       |
| 51       | 16       | 17       | 18       | 19       | 20       | 21       | 22       |
| 52       | 23       | 24       | 25       | 26       | 27       | 28       | 29       |
| 1        | 30       | 31       |          |          |          |          |          |

| Januar | Januar | Januar | Januar | Januar | Januar | Januar | Januar |
| Kw     | Mo     | Di     | Mi     | Do     | Fr     | Sa     | So     |
| ------ | ------ | ------ | ------ | ------ | ------ | ------ | ------ |
| 1      |        | 1      | 2      | 3      | 4      | 5      | 6      |
| 2      | 7      | 8      | 9      | 10     | 11     | 12     | 13     |
| 3      | 14     | 15     | 16     | 17     | 18     | 19     | 20     |
| 4      | 21     | 22     | 23     | 24     | 25     | 26     | 27     |
| 5      | 28     | 29     | 30     | 31     |        |        |        |

| Februar | Februar | Februar | Februar | Februar | Februar | Februar | Februar |
| Kw      | Mo      | Di      | Mi      | Do      | Fr      | Sa      | So      |
| ------- | ------- | ------- | ------- | ------- | ------- | ------- | ------- |
| 5       |         |         |         |         | 1       | 2       | 3       |
| 6       | 4       | 5       | 6       | 7       | 8       | 9       | 10      |
| 7       | 11      | 12      | 13      | 14      | 15      | 16      | 17      |
| 8       | 18      | 19      | 20      | 21      | 22      | 23      | 24      |
| 9       | 25      | 26      | 27      | 28      |         |         |         |

| März | März | März | März | März | März | März | März |
| Kw   | Mo   | Di   | Mi   | Do   | Fr   | Sa   | So   |
| ---- | ---- | ---- | ---- | ---- | ---- | ---- | ---- |
| 9    |      |      |      |      | 1    | 2    | 3    |
| 10   | 4    | 5    | 6    | 7    | 8    | 9    | 10   |
| 11   | 11   | 12   | 13   | 14   | 15   | 16   | 17   |
| 12   | 18   | 19   | 20   | 21   | 22   | 23   | 24   |
| 13   | 25   | 26   | 27   | 28   | 29   | 30   | 31   |

| April | April | April | April | April | April | April | April |
| Kw    | Mo    | Di    | Mi    | Do    | Fr    | Sa    | So    |
| ----- | ----- | ----- | ----- | ----- | ----- | ----- | ----- |
| 14    | 1     | 2     | 3     | 4     | 5     | 6     | 7     |
| 15    | 8     | 9     | 10    | 11    | 12    | 13    | 14    |
| 16    | 15    | 16    | 17    | 18    | 19    | 20    | 21    |
| 17    | 22    | 23    | 24    | 25    | 26    | 27    | 28    |
| 18    | 29    | 30    |       |       |       |       |       |

| Mai | Mai | Mai | Mai | Mai | Mai | Mai | Mai |
| Kw  | Mo  | Di  | Mi  | Do  | Fr  | Sa  | So  |
| 18  |     |     | 1   | 2   | 3   | 4   | 5   |
| 19  | 6   | 7   | 8   | 9   | 10  | 11  | 12  |
| 20  | 13  | 14  | 15  | 16  | 17  | 18  | 19  |
| 21  | 20  | 21  | 22  | 23  | 24  | 25  | 26  |
| 22  | 27  | 28  | 29  | 30  | 31  |     |     |
| --- | --- | --- | --- | --- | --- | --- | --- |

| Juni | Juni | Juni | Juni | Juni | Juni | Juni | Juni |
| Kw   | Mo   | Di   | Mi   | Do   | Fr   | Sa   | So   |
| ---- | ---- | ---- | ---- | ---- | ---- | ---- | ---- |
| 22   |      |      |      |      |      | 1    | 2    |
| 23   | 3    | 4    | 5    | 6    | 7    | 8    | 9    |
| 24   | 10   | 11   | 12   | 13   | 14   | 15   | 16   |
| 25   | 17   | 18   | 19   | 20   | 21   | 22   | 23   |
| 26   | 24   | 25   | 26   | 27   | 28   | 29   | 30   |

| Juli | Juli | Juli | Juli | Juli | Juli | Juli | Juli |
| Kw   | Mo   | Di   | Mi   | Do   | Fr   | Sa   | So   |
| ---- | ---- | ---- | ---- | ---- | ---- | ---- | ---- |
| 27   | 1    | 2    | 3    | 4    | 5    | 6    | 7    |
| 28   | 8    | 9    | 10   | 11   | 12   | 13   | 14   |
| 29   | 15   | 16   | 17   | 18   | 19   | 20   | 21   |
| 30   | 22   | 23   | 24   | 25   | 26   | 27   | 28   |
| 31   | 29   | 30   | 31   |      |      |      |      |

| August | August | August | August | August | August | August | August |
| Kw     | Mo     | Di     | Mi     | Do     | Fr     | Sa     | So     |
| ------ | ------ | ------ | ------ | ------ | ------ | ------ | ------ |
| 31     |        |        |        | 1      | 2      | 3      | 4      |
| 32     | 5      | 6      | 7      | 8      | 9      | 10     | 11     |
| 33     | 12     | 13     | 14     | 15     | 16     | 17     | 18     |
| 34     | 19     | 20     | 21     | 22     | 23     | 24     | 25     |
| 35     | 26     | 27     | 28     | 29     | 30     | 31     |        |

| September | September | September | September | September | September | September | September |
| Kw        | Mo        | Di        | Mi        | Do        | Fr        | Sa        | So        |
| --------- | --------- | --------- | --------- | --------- | --------- | --------- | --------- |
| 35        |           |           |           |           |           |           | 1         |
| 36        | 2         | 3         | 4         | 5         | 6         | 7         | 8         |
| 37        | 9         | 10        | 11        | 12        | 13        | 14        | 15        |
| 38        | 16        | 17        | 18        | 19        | 20        | 21        | 22        |
| 39        | 23        | 24        | 25        | 26        | 27        | 28        | 29        |
| 40        | 30        |           |           |           |           |           |           |

| Oktober | Oktober | Oktober | Oktober | Oktober | Oktober | Oktober | Oktober |
| Kw      | Mo      | Di      | Mi      | Do      | Fr      | Sa      | So      |
| ------- | ------- | ------- | ------- | ------- | ------- | ------- | ------- |
| 40      |         | 1       | 2       | 3       | 4       | 5       | 6       |
| 41      | 7       | 8       | 9       | 10      | 11      | 12      | 13      |
| 42      | 14      | 15      | 16      | 17      | 18      | 19      | 20      |
| 43      | 21      | 22      | 23      | 24      | 25      | 26      | 27      |
| 44      | 28      | 29      | 30      | 31      |         |         |         |

| November | November | November | November | November | November | November | November |
| Kw       | Mo       | Di       | Mi       | Do       | Fr       | Sa       | So       |
| -------- | -------- | -------- | -------- | -------- | -------- | -------- | -------- |
| 44       |          |          |          |          | 1        | 2        | 3        |
| 45       | 4        | 5        | 6        | 7        | 8        | 9        | 10       |
| 46       | 11       | 12       | 13       | 14       | 15       | 16       | 17       |
| 47       | 18       | 19       | 20       | 21       | 22       | 23       | 24       |
| 48       | 25       | 26       | 27       | 28       | 29       | 30       |          |

| Dezember | Dezember | Dezember | Dezember | Dezember | Dezember | Dezember | Dezember |
| Kw       | Mo       | Di       | Mi       | Do       | Fr       | Sa       | So       |
| -------- | -------- | -------- | -------- | -------- | -------- | -------- | -------- |
| 48       |          |          |          |          |          |          | 1        |
| 49       | 2        | 3        | 4        | 5        | 6        | 7        | 8        |
| 50       | 9        | 10       | 11       | 12       | 13       | 14       | 15       |
| 51       | 16       | 17       | 18       | 19       | 20       | 21       | 22       |
| 52       | 23       | 24       | 25       | 26       | 27       | 28       | 29       |
| 1        | 30       | 31       |          |          |          |          |          |

Das Jahr 1901 markiert den Beginn des 20. Jahrhunderts. Es werden das erste Mal Nobelpreise vergeben. Zu den Preisträgern gehören Wilhelm Conrad Röntgen für die Entdeckung der Röntgenstrahlung und Emil von Behring für die Erforschung der Diphtherie. Henri Dunant erhält zusammen mit dem „Apostel des Friedens“ Frédéric Passy den Friedensnobelpreis.
Die Suffragetten feiern ihren ersten Erfolg: In Norwegen wird das Frauenwahlrecht bei den Kommunalwahlen eingeführt.
Auf der Südhalbkugel wird eine neue Nation gegründet: Die bislang selbständigen Gebiete New South Wales, Victoria, Queensland, South Australia, Western Australia und Tasmanien schließen sich zum Bundesstaat Australien (Commonwealth of Australia) zusammen.
Nach der Niederschlagung des Boxeraufstandes durch die westlichen Kolonialmächte, Japan und Russland wird China zur Unterzeichnung des erniedrigenden Boxerprotokolls gezwungen.

## Ereignisse

### Politik und Weltgeschehen

#### Deutsches Reich
- 7. Januar: In Berlin wird die Gesellschaft für soziale Reform gegründet. Hauptziel ist die Erweiterung des Arbeiterschutzes. Initiator und Vorsitzender ist der preußische Minister Hans Hermann Freiherr von Berlepsch. Weitere Gründungsmitglieder sind der Nationalliberale Ernst Bassermann und die zu den „Kathedersozialisten“ zählenden Nationalökonomen Lujo Brentano und Gustav von Schmoller.
- Nachdem am 1. April die preußische Regierung verordnet hat, in der mehrheitlich von Polen bewohnten Stadt Wreschen müsse nun auch der Religionsunterricht ausschließlich in deutscher Sprache stattfinden, treten am 20. Mai 118 Schüler der katholischen Volksschule unter Anleitung des Priesters Jan Laskowski in einen Unterrichtsstreik. Schulinspektor Winter ordnet daraufhin körperliche Züchtigungen an. Aufgebrachte Eltern fordern den Inspektor wie auch die Lehrer auf, die Prügelstrafen zu unterlassen. Der Prozess gegen die Eltern in Gnesen erregt europaweites Aufsehen. 18 Personen werden zu Gefängnisstrafen von bis zu zwei Jahren verurteilt, was sogar im deutschen Reichstag zu Kritik führt.
- 17. Juni: In Berlin beginnt die II. Orthographische Konferenz, auf der unter Beteiligung von Konrad Duden Beratungen über die Einheitlichkeit der deutschen Rechtschreibung stattfinden. Am Ende der Konferenz einigen sich die Beteiligten auf ein amtliches Regelwerk für den Behördengebrauch.

#### Europa
- 1. Januar: Ernst Brenner wird Bundespräsident der Schweiz
- 22. Mai: Der Attentäter von Umberto I., Gaetano Bresci, stirbt in Haft durch Selbstmord oder durch Hand der Wachen.
- 28. Juni: Mit der Militärversicherung wird die erste Sozialversicherung der Schweiz gegründet.
- 27. September: In Basel wird auf dem Kongress der 1900 gegründeten Internationalen Vereinigung für gesetzlichen Arbeiterschutz beschlossen, die Arbeiterschutzgesetze aller Länder zu sammeln und in drei Sprachen herauszugeben.
- Beginn eines Großstreiks in der Mine von Penrhyn (Wales), der damals weltgrößten Mine. Die Auseinandersetzung dauerte zwei Jahre und gehört zu den wichtigsten Arbeitskämpfen im frühen 20. Jahrhundert

#### Afrika
- 31. Januar: Die Briten beginnen in Südafrika mit dem Bau von Konzentrationslagern, in denen sie die Buren internieren.
- 23. Februar: Großbritannien und das Deutsche Reich einigen sich über den Grenzverlauf zwischen Njassa- und Tanganjikasee in Zentralafrika.
- 10. März: Französische Truppen besetzen die marokkanische Oase Talmima.
- 15. April: Gustav Adolf Graf von Götzen wird zum neuen Gouverneur der deutschen Kolonie Ostafrika ernannt.
- 17. Juli: Der belgische Staat sichert sich ein grundsätzliches Erwerbsrecht auf die im Privatbesitz des Königs befindliche Kongokolonie.
- 19. November: Deutsche Truppen unterdrücken in der Kolonie Kamerun bei Garua einen Aufstand der Fulbe.
- 28. November: Großbritannien und Italien einigen sich in Rom über die Abgrenzung ihrer Kolonien im Sudan und in Eritrea.

#### Amerika
- 5. Februar: Die USA und Großbritannien schließen den nach ihren Unterzeichnern benannten Hay-Pauncefote-Vertrag, der den Bau des Panamakanals unter US-amerikanischer Aufsicht regelt. Der Senat der Vereinigten Staaten verwirft allerdings Einschränkungen, z. B. das Verbot militärischer Befestigungen.
- 29. Juli: Die Socialist Party of America wird gegründet.
- 6. August: In den Vereinigten Staaten wird in Oklahoma Land der Kiowa zur Besiedlung durch Weiße freigegeben und ihr Indianerreservat damit de facto aufgelöst.
- 6. September: Der Anarchist Leon Czolgosz verübt auf der Panamerikanischen Ausstellung in Buffalo ein Attentat auf den US-Präsidenten William McKinley, der den Schussverletzungen 8 Tage später erliegt. An diesem Tag wird Theodore Roosevelt zum neuen Präsidenten vereidigt.
- 23. September: In Buffalo wird der Attentäter Leon Czolgosz des US-amerikanischen Präsidenten William McKinley, zum Tod durch den elektrischen Stuhl verurteilt. Die Hinrichtung findet am 29. Oktober statt.
- 25. September: Die Beulenpest bricht in Rio de Janeiro aus.
- 16. Oktober: Der neue US-Präsident Theodore Roosevelt empfängt den schwarzen Bürgerrechtler Booker T. Washington im Weißen Haus. Innerhalb der antiliberalen Öffentlichkeit sorgt der „Vorfall“ für Empörung. Nach wie vor wird die schwarze Bevölkerung in den USA diskriminiert.
- 18. November: Zweiter Hay-Pauncefote-Vertrag: Die USA sichern sich gegenüber Großbritannien das Alleinrecht auf den Bau des Panamakanals.
- 19. November: Um US-amerikanische Wirtschaftsinteressen durchzusetzen, wird das Gebiet der Panama-Eisenbahn in Kolumbien von Marinetruppen besetzt.
- 30. November: Zum Schutz deutscher Interessen entsendet das Deutsche Reich Marineeinheiten nach Venezuela.
- Im Arizona-Territorium werden die Arizona Rangers nach dem Vorbild der Texas Rangers gegründet.
- Sozialer Wohnungsbau in New York City: Mit dem Tenement House Act of 1901 wird der Neubau von Mietshäusern auf Grundstücken, die schmaler als 25 Fuß sind, verboten, und es müssen abgetrennte Toiletten mit Fenstern für jede zweite Wohnung zur Verfügung gestellt werden. Alte Wohnungen, in denen Zimmer kein Fenster haben, müssen nun eine mindestens 3×5 Fuß große Öffnung zu einem belüftbaren Raum haben.

#### Asien
- 10. Januar: China akzeptiert nach der Niederschlagung des Boxeraufstands, die von den Großmächten diktierten, für China sehr nachteiligen, Friedensbedingungen.
- 30. Januar: In Niederländisch-Indien besiegt eine niederländische Militärexpedition die Achinesen, deren Festung Batu Ilik erobert wird.
- 30. März: US-amerikanische Truppen nehmen den philippinischen Präsidenten und Rebellenführer Emilio Aguinaldo gefangen. Daraufhin kapitulieren mehrere Guerillagruppen.
- 2. Mai: Wegen finanzieller Probleme erklärt die Regierung des japanischen Ministerpräsidenten Itō Hirobumi ihren Rücktritt.
- 8. Juni: Oskar von Truppel wird neuer Gouverneur der deutschen Kolonie Kiautschou.
- 7. September: Unterzeichnung des Boxerprotokolls zwischen dem China der Qing-Dynastie und den westlichen Kolonialmächten sowie Japan und Russland.

#### Australien und Ozeanien
- 1. Januar: Die bislang selbständigen Gebiete New South Wales, Victoria, Queensland, South Australia, Western Australia und Tasmanien schließen sich zum Bundesstaat Australien (Commonwealth of Australia) zusammen. Gleichzeitig wird eine einheitliche Bundesverfassung verabschiedet. Als Vertreter der britischen Königin wird Lord John Adrian Hope als erster Generalgouverneur vereidigt. Premierminister der ersten Regierung wird Edmund Barton.
- 15. Juli: Francis James Gillen und Walter Baldwin Spencer gelingt die erste Durchquerung Westaustraliens von Süden nach Norden.
- Die Cookinseln (seit 1888 britisches Schutzgebiet) kommen zu Neuseeland.

### Wirtschaft

#### Erdölboom
- 10. Januar: Eine riesige Erdölfontäne schießt bei einer Bohrung am Spindletop Hill bei Beaumont in Texas in die Höhe, verdreifacht die US-Erdölförderung über Nacht und lässt die texanischen Mineralölunternehmen (unter anderem Texaco) entstehen.
- 28. Mai: William Knox D’Arcy erhält für 20.000 £ in bar und 20.000 £ in Aktien eine 60-jährige Konzession zur Erkundung von Erdöllagerstätten im Iran.

#### Geld- und Wirtschaftskrise
- 25. Juni: Die Insolvenz der Leipziger Bank stürzt den Bundesstaat Sachsen in eine schwere Wirtschafts- und Regierungskrise. Nach dem Skandal wächst im Deutschen Reich das Misstrauen gegenüber den Geldinstituten. Die Bank stellt am 26. Juni den Konkursantrag.

#### Unternehmensgründungen
- Im Januar gründen George Hendee und Oscar Hedstrom den weltweit ersten Hersteller von Serienmotorrädern, die Firma Indian.
- 25. Februar: John Pierpont Morgan gründet nach dem Zukauf des Stahlunternehmens von Andrew Carnegie gemeinsam mit Elbert H. Gary die United States Steel Corporation. Sie beherrscht im Gründungsjahr zwei Drittel des US-Stahlmarkts.
- 1. Juli: In Neufchâtel gründen sechzehn schweizerische Schokoladenunternehmen die „Union libre des fabricants suisses de chocolat“ (heute: Chocosuisse). Erster Präsident wird Carl Russ-Suchard.
- George Westinghouse übernimmt die in Schwierigkeiten geratene Hub Motor Company von Charles Berg und H. L. Irwin und beginnt mit seiner Westinghouse Electric & Manufacturing Company mit dem Bau von Elektrofahrzeugen.

#### Verkehr

##### Autoverkehr
- 1. Januar: Auf Madagaskar wird die erste Autostraße der Welt (Länge: 200 km) eingeweiht.
- 5. Mai: Nahe dem Piccadilly Circus entsteht Londons erstes Parkhaus, das sich über sieben Etagen erstreckt.
- 26. Mai: In Wien wird die II. Internationale Automobilausstellung eröffnet.

##### Bahnverkehr
- 1. Januar: Die Große Berliner Straßenbahn führt auf ihren Straßenbahnlinien innerhalb des Berliner Weichbildes und diverser Vororte einen Einheitstarif von zehn Pfennig ein.
- 1. Januar: Die Schweizerische Centralbahn geht in das Bundeseigentum über. Am 1. Januar 1902 wird das Unternehmen in die Schweizerischen Bundesbahnen integriert.

Wuppertaler Schwebebahn 1901

- 1. März: In Elberfeld wird das erste Teilstück der Wuppertaler Schwebebahn für den Personenverkehr freigegeben. Die Schwebebahn nimmt auf der ersten Teilstrecke Zoologischer Garten – Kluse den Betrieb auf.
- 22. Oktober: Der Bau der Trasse für die Trans-Aral-Eisenbahn von Taschkent nach Orenburg beginnt offiziell.
- 1. November: Der russische Finanzminister Sergei Witte teilt Nikolaus II. den Abschluss des Baus der Ostsibirischen Eisenbahn bis Wladiwostok und Port Arthur telegraphisch mit. Obwohl für die abschließenden Arbeiten noch zwei Jahre benötigt werden, wird der provisorische Bahnverkehr sofort aufgenommen.

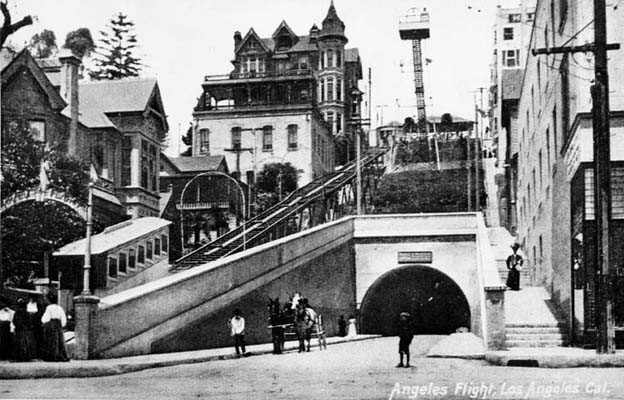
Angels Flight an ihrem ursprünglichen Standort

- In Los Angeles wird die Standseilbahn Angels Flight in Betrieb genommen. Sie gilt zu diesem Zeitpunkt als die kürzeste Bahnstrecke der Welt.

##### Schifffahrt
- 4. April: In Belfast läuft die Celtic als größtes Passagierschiff der Welt vom Stapel.

#### Sonstige wirtschaftliche Ereignisse
- 27. Februar: Die Billigung des Achtstundentags für Bergarbeiter erfolgt durch das britische Unterhaus. Die entsprechende gesetzliche Regelung wird sieben Jahre später verabschiedet.
- 29. Juni: Die Banque de l'Afrique Occidentale für die französischen Kolonien in Westafrika wird gegründet.
- 30. November: Frank Hornby erhält in Großbritannien ein Patent auf den von ihm erfundenen Metallbaukasten. Unter dem Namen Meccano wird das Spielzeug zum Erfolg.
- 2. Dezember: King Camp Gillette stellt seinen ersten Rasierapparat mit auswechselbaren Klingen vor. Der wirtschaftliche Durchbruch der Gillette Company erfolgt im Jahr 1904.

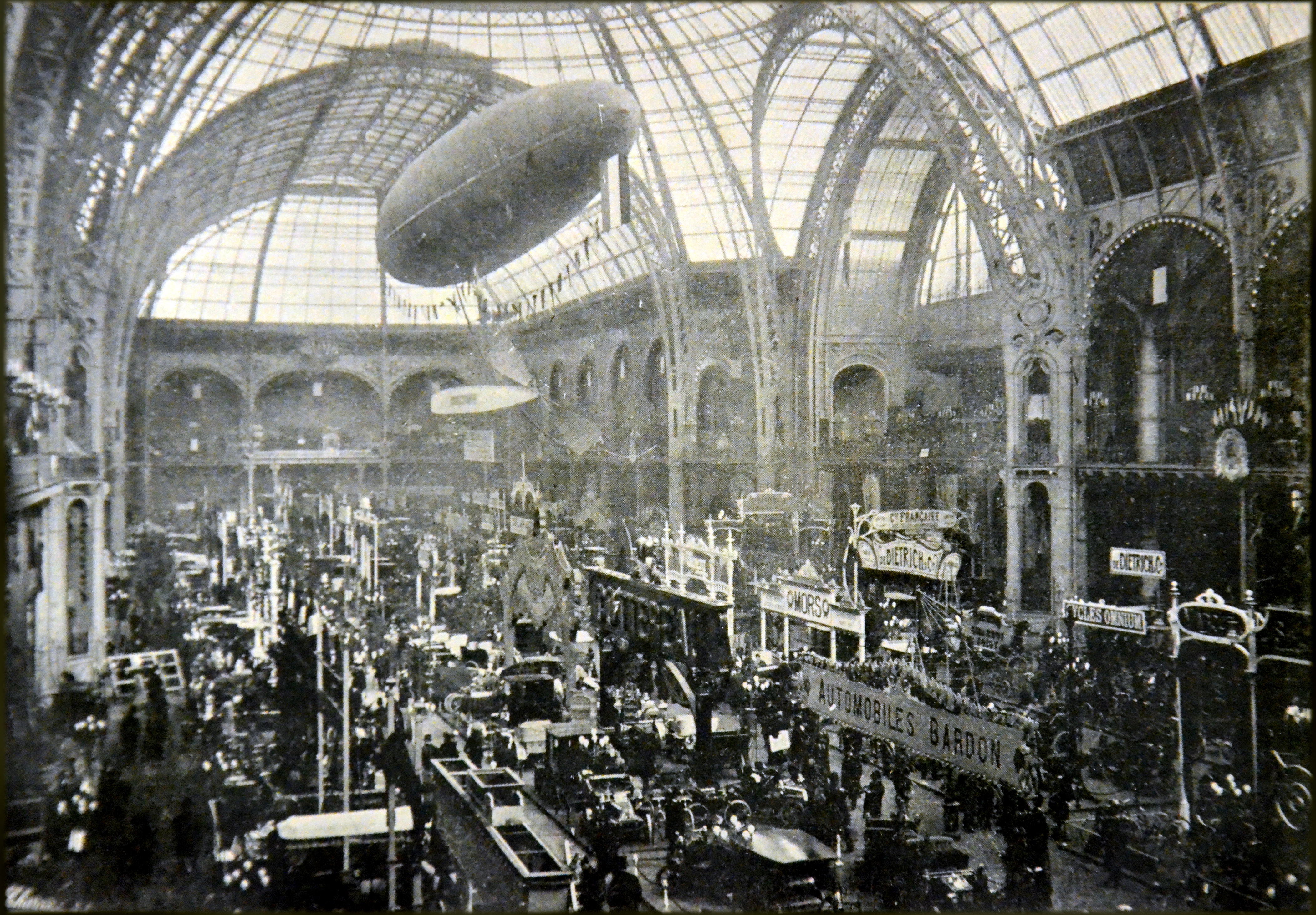
Die Ville de Paris im Grand Palais

- 10. bis 25. Dezember: Eines der Kernstücke beim Salon de l'automobile, du cycle, et des sports in Paris  ist das noch in Bau befindliche Prallluftschiff Ville de Paris des französischen Industriellen Henri Deutsch de la Meurthe von der Société Mallet, Mélandri et de Pitray.
- 31. Dezember: Das erste europäische Fernheizwerk nimmt in Dresden seinen Betrieb auf.

### Wissenschaft und Technik

#### Antarktisforschung
Goldenes Zeitalter der Antarktis-Forschung
- 6. August: Mit dem Auslaufen der RRS Discovery von der Isle of Wight beginnt die British National Antarctic Expedition unter der Leitung von Robert Falcon Scott.
- 11. August: Unter der Führung des Geophysikers Erich von Drygalski beginnt die erste deutsche Antarktis-Expedition.
- 16. Oktober: In Göteborg legt die Schwedische Antarktisexpedition unter der wissenschaftlichen Leitung Otto Nordenskjölds mit dem Schiff Antarctic zur Forschungsfahrt ab.

#### Naturwissenschaften
- 30. Juni: Der britische Gouverneur Henry Hamilton Johnston präsentiert Wissenschaftlern Schädelknochen und das Fell eines Okapis. Das in Zentralafrika neu entdeckte Tier gilt als wissenschaftliche Sensation und war bis dahin nur den Pygmäen bekannt.
- 31. Juli: Die deutschen Meteorologen Arthur Berson und Reinhard Süring erreichen im Gasballon Preussen die Weltrekordhöhe von 10.800 Metern. Ihre Temperaturmessungen ebnen den Weg zur Entdeckung der Stratosphäre im Jahre 1902.
- 8. September: In der Grotte Les Combarelles im Département Dordogne entdeckt ein Forschungsteam um Henri Breuil Felszeichnungen aus der Cro-Magnon-Zeit.
- Entdeckung des Bacillus thuringiensis
- Karl Landsteiner entdeckt das AB0-System der Blutgruppen, wofür er später den Nobelpreis bekommt.
- Der Niederländer Hugo de Vries gibt eine Schrift zur Mutationstheorie heraus, wobei er Erkenntnisse von Gregor Mendel zur Evolution fortentwickelt.
- Der deutsche Chemiker Emil Fischer isoliert erstmals die proteinogene Aminosäure Valin aus dem Protein Casein.

#### Psychologie
- 2. Januar: Sigmund Freud publiziert seine Arbeit Zur Psychopathologie des Alltagslebens in der Monatsschrift für Psychiatrie und Neurologie. Band X., auf die sich die Redewendung Freud'scher Versprecher zurückführen lässt.

#### Sonstiges
- 25. März: Der erste Zweitakt-Dieselmotor wird in Guide Bridge bei Manchester getestet.
- 7. Mai: Die niederländische Regierung plant die Trockenlegung der Zuidersee. Für dieses Projekt veranschlagt sie Baukosten in Höhe von 95 Millionen Gulden und eine Arbeitsdauer von 18 Jahren.
- 26. Mai: Ein deutsch-britisches Telegraphenkabel wird zwischen Borkum und Bacton in Betrieb genommen.
- 3. Oktober: Wilhelm Kress unternimmt seinen Flugversuch mit einem Wasser-Flugzeug am Wienerwaldsee.
- 19. Oktober: Der Brasilianer Alberto Santos-Dumont umkreist mit einem lenkbaren Luftschiff den Pariser Eiffelturm.
- 21. Oktober: Die Akademie für Handels- und Sozialwissenschaft wird in Frankfurt am Main eröffnet.
- 24. Oktober: Die US-Amerikanerin Annie Edson Taylor überlebt als erster Mensch den Sturz über die Klippen der Niagara-Fälle in einem selbstgebauten Fass.
- 10. Dezember: Der schwedische König verleiht zum ersten Mal den nach seinem Stifter Alfred Nobel benannten Nobelpreis in Stockholm und Oslo.
- 12. Dezember: Auf Neufundland empfängt der Italiener Guglielmo Marconi erstmals drahtlose Signale aus Übersee. Damit ist die erste Funkverbindung über den Atlantik hergestellt.
- Gründung der École française d’Extrême-Orient in Hanoi
- Johan Korbuly erfindet Matador (Spielzeug).

### Kultur

#### Architektur
- 4. Oktober: Die Drachenbrücke in Ljubljana wird nach über einjähriger Bauzeit feierlich eröffnet. Die in Melan-Bauweise errichtete Stahlbetonbrücke gilt als Meisterwerk der Jugendstil-Architektur. Ihr Name leitet sich von den vier geflügelten Drachen an den Enden der Brücke ab, die wiederum den Drachen im Wappen von Ljubljana verkörpern.

#### Bildende Kunst

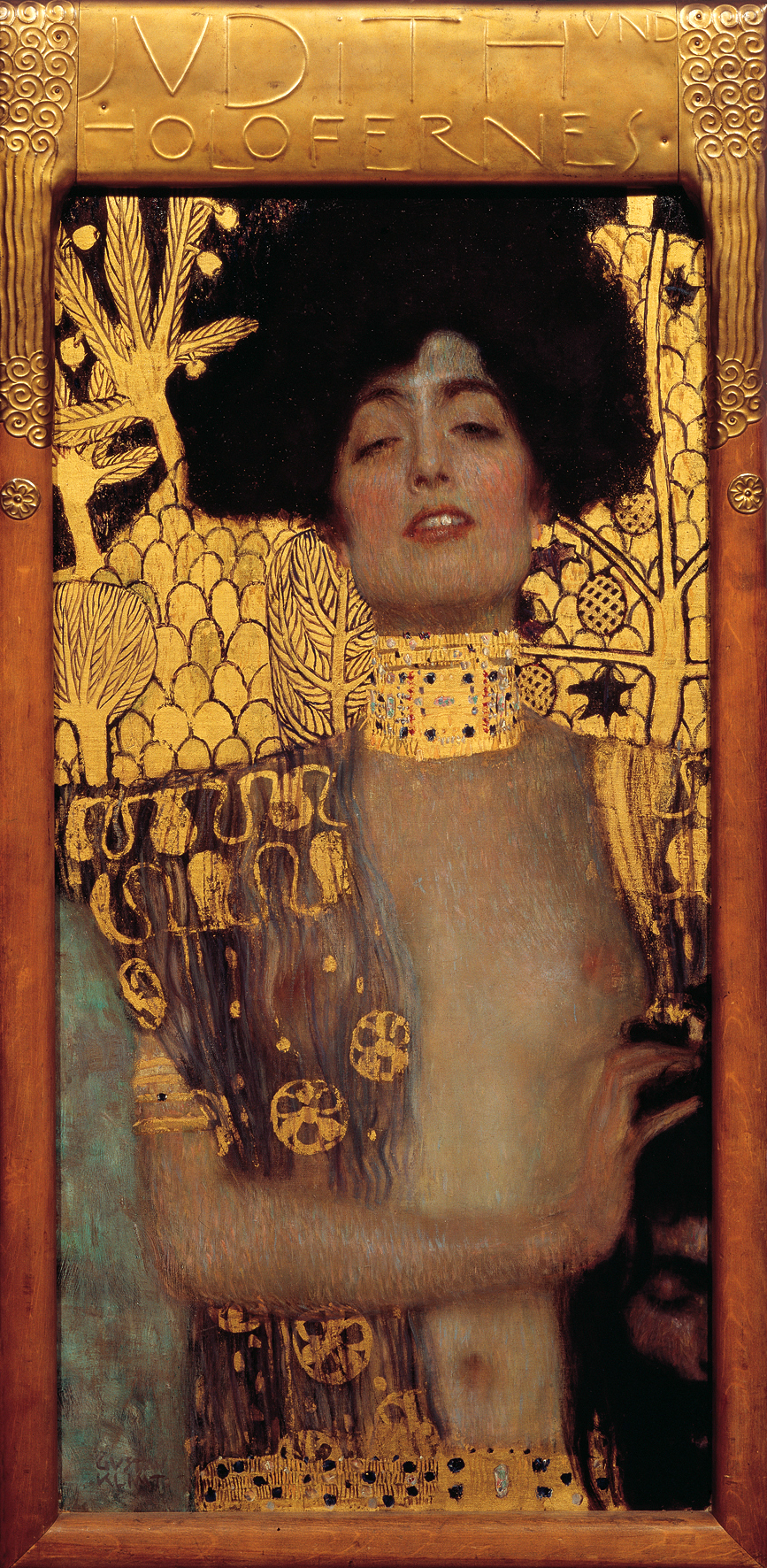
Gustav Klimt: Judith I

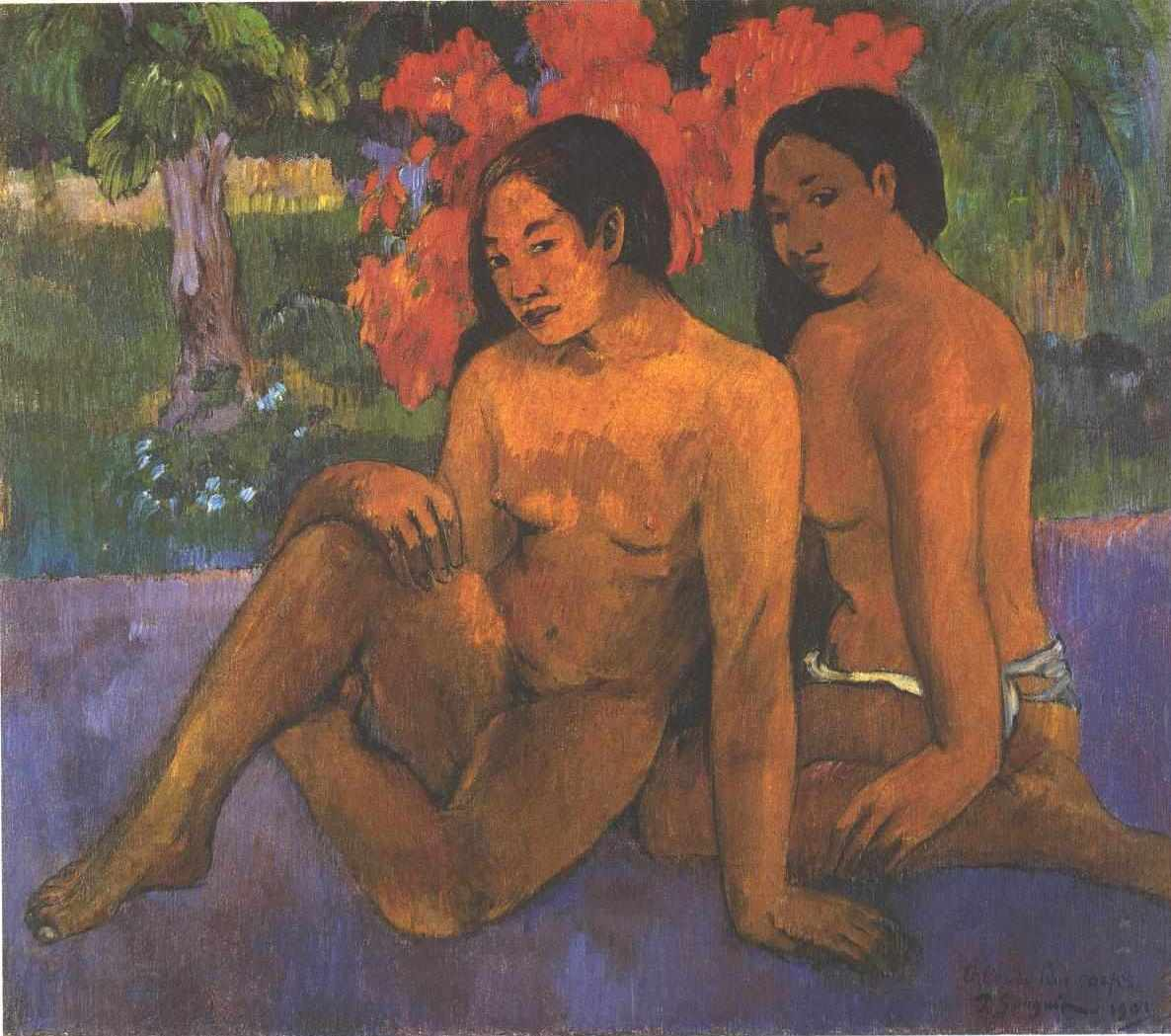
Paul Gauguin: Und das Gold ihrer Körper, 1901, Öl auf Leinwand

- 15. Mai: Die Darmstädter Künstlerkolonie wird feierlich eröffnet.
- 15. August: In München wird eine Ausstellung der von Wassili Kandinsky gegründeten Künstlergruppe „Phalanx“ eröffnet.
- Der spanische Maler Pablo Picasso malt die ersten Bilder der Blauen Periode.
- Das Toledo Museum of Art wird gegründet.
- Edvard Munch malt die erste Fassung des Ölgemäldes Mädchen auf der Brücke.
- Max Liebermann malt zwei Gemälde mit dem Titel Zwei Reiter am Strand.

Paul Cézanne: Schädelpyramide, Öl auf Leinwand

- Um 1901: Paul Cézanne: Schädelpyramide

#### Musik und Theater
- 17. Januar: Die Oper Le maschere (Die Masken) von Pietro Mascagni auf ein Libretto von Luigi Illica wird an sechs italienischen Opernhäusern gleichzeitig uraufgeführt. Nur die Aufführung am Teatro Costanzi in Rom, wo der Komponist selbst dirigiert, ist erfolgreich.
- 31. Januar: Die Uraufführung des Dramas Drei Schwestern von Anton Tschechow am Moskauer Künstlertheater unter der Regie von Konstantin Stanislawski wird ein Erfolg. Tschechows spätere Frau Olga Knipper spielt die Rolle der Mascha.
- 9. März: UA des Passionsspiels Ostern von August Strindberg in Frankfurt am Main
- 16. März: UA der 1. Sinfonie von Alexander Skrjabin in Moskau
- 31. März: UA der lyrischen Oper Rusalka von Antonín Dvořák am Národní Divadlo
- 5. Oktober: UA der Operette Jadwiga von Rudolf Dellinger am Residenztheater in Dresden
- 11. Oktober: UA der Hochstapler-Komödie Der Marquis von Keith von Frank Wedekind in Berlin
- 19. Oktober: UA der Orchestermärsche Pomp and Circumstance von Edward Elgar in Liverpool
- 20. Oktober: Das Münchner Prinzregententheater wird eröffnet.
- 27. Oktober: UA des 2. Klavierkonzerts von Sergei Rachmaninow in Moskau
- 9. November: UA der spätromantischen Oper Die Rose vom Liebesgarten von Hans Pfitzner in Elberfeld
- 20. November: UA der Oper Grisélidis von Jules Massenet an der Opéra-Comique in Paris
- 25. November: UA der 4. Sinfonie von Gustav Mahler in München
- 9. Dezember: UA der melodramatischen Tragödie Francesca da Rimini von Gabriele D’Annunzio in Rom; seine Geliebte Eleonora Duse spielt die Titelrolle
- UA des Schauspiels Totentanz von August Strindberg

#### Sonstiges
- 18. Januar: Ernst von Wolzogen gründet in Berlin mit dem Überbrettl das erste deutsche Kabarett
- 18. Dezember: Der Museumsneubau, der erste Bau des heutigen Pergamonmuseums, wird in Berlin eröffnet.

### Gesellschaft
- 1. Januar: In Hamburg wird das Hafenkrankenhaus in Betrieb genommen.
- 7. Februar: Königin Wilhelmina heiratet in den Niederlanden den deutschen Herzog Heinrich zu Mecklenburg.
- 29. April: Marie Reinders gründet in Dortmund unter Einsatz ihres gesamten Privatvermögens und gegen den Widerstand kirchlicher Institutionen die erste Mädchen-Mittelschule Westfalens und wird deren Leiterin. Hier führt sie unter anderem die pädagogische Neuerung des Elternabends ein. Zunächst besuchen zwölf, nach einem Jahr bereits 60 Schülerinnen diese Schule.

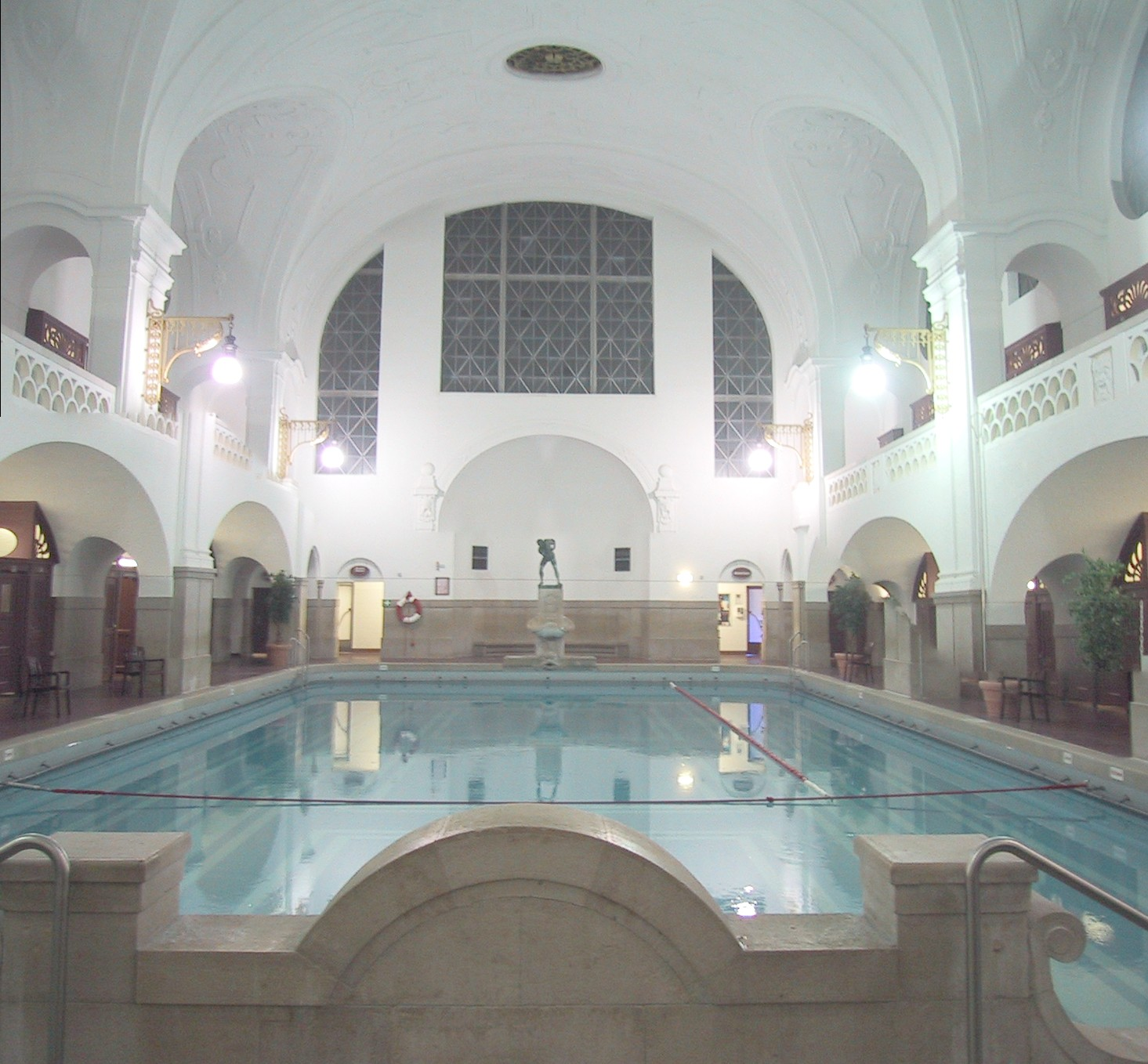
Müllersches Volksbad

- 1. Mai: München erhält dank einer großzügigen Schenkung des Ingenieurs und Philanthropen Karl Müller das erste öffentliche Hallenbad. Das Müllersche Volksbad ist bei der Eröffnung das weltweit teuerste und größte Objekt seinesgleichen.
- 29. Oktober: Im Staatsgefängnis von Auburn (New York), wird auf dem elektrischen Stuhl Leon Czolgosz hingerichtet, der Attentäter des US-Präsidenten William McKinley. Im Sarg wird der Leichnam des Hingerichteten zusätzlich mit Schwefelsäure übergossen, die den Körper binnen 24 Stunden auflöst.
- 29. Oktober: Die US-amerikanische Polizei nimmt die Krankenschwester Jane Toppan fest, nachdem die angeordnete Obduktion von vier Leichen der Familie Davis Tod durch Gift ergeben hat. Toppan erweist sich anschließend als Serienmörderin, die dutzende Male tödliche Injektionen verabreicht hat.
- 4. November: Der Student Karl Fischer initiiert die Wandervogelbewegung. In Steglitz bei Berlin gründet er den Wandervogel-Ausschuß für Schülerfahrten e. V.

### Religion
- 22. Februar: Der russische Schriftsteller Lew Nikolajewitsch Tolstoi wird wegen blasphemischer Äußerungen in seinem Roman Auferstehung aus der russisch-orthodoxen Kirche ausgeschlossen. Es kommt zu Menschenaufläufen und Demonstrationen für Tolstoi in Moskau und Sankt Petersburg.
- 22. März: Adalbert Endert, Bischof von Fulda, verkündete in einem Hirtenbrief, dass er Ehen zwischen Katholiken und Protestanten ablehnt und nur dulden wird, wenn eine katholische Trauung stattfinden wird und die zu erhoffenden Kinder katholisch getauft werden. Die evangelischen Landeskirchen kritisieren den Hirtenbrief scharf.
- 17. Mai: Die klerikale Presse droht mit Boykott des Schulunterrichts, nachdem die bayrische Staatsregierung das Vorhaben katholischer Bischöfe ablehnte, katholische Lehrer und Lehrerinnen, die in „Mischehen“ leben und ihre Kinder protestantisch erziehen lassen, aus dem Schuldienst zu entlassen.
- 30. Mai: Gründung des Bistums Altoona-Johnstown
- 9. Oktober: Die italienische Regierung untersagt dem Klerus, Kirchen für nichtreligiöse, vor allem für politische Zwecke zu nutzen.
- 17. Oktober: Aus konfessionellen Rücksichten besetzt die Universität Straßburg den Lehrstuhl für neuere Geschichte mit dem Protestanten Friedrich Meinecke und dem Katholiken Martin Spahn doppelt.

### Katastrophen
- 22. Februar: Der amerikanische Passagierdampfer City of Rio de Janeiro sinkt in der Bucht von San Francisco nach der Kollision mit einem Unterwasserfelsen. 138 der 220 Menschen an Bord kommen ums Leben. Der Untergang der City of Rio de Janeiro gilt als das bis heute schwerste Schiffsunglück im San Francisco Bay Area.
- 3. Mai: In einer Matratzenfabrik in Jacksonville (Florida) bricht ein Feuer aus, dem man mit ein paar Eimern Wasser Herr zu werden glaubt. Die Flammen breiten sich rascher aus als gedacht, ein achtstündiger Brand zerstört schließlich 2.368 Häuser in der Stadt und macht etwa 10.000 Einwohner obdachlos.
- 15. August: Der kanadische Passagierdampfer Islander rammt im Lynn Canal einen Eisberg und sinkt innerhalb von 15 Minuten, wobei 40 Passagiere und Besatzungsmitglieder ihr Leben verlieren.
- 16. November: Bei schweren Stürmen sinken vor der britischen Küste 33 Schiffe, dabei ertrinken 187 Menschen.

Kleinere Unglücksfälle sind in den Unterartikeln von Katastrophe und in der Liste von Katastrophen aufgeführt.

### Sport
- 9. Februar: In Stockholm werden die ersten Nordischen Spiele, die Vorläufer der Olympischen Winterspiele, eröffnet.
- 10. März: Die Berliner Kunstfahrer Paul und Otto Lüders stellen der deutschen Öffentlichkeit das Radball-Spiel vor. Erfunden hatte es der US-Amerikaner Nick Kaufmann zehn Jahre zuvor.
- 25. Mai: Der argentinische Fußballclub Club Atlético River Plate wird in Buenos Aires im Stadtteil La Boca gegründet.
- 27. Mai: Der Offenbacher Fußball Club Kickers 1901 e. V. wird gegründet.
- 29. Juni: Henri Fournier gewinnt die Automobilfernfahrt Paris – Aachen – Hannover – Berlin um den Kaiser-Wilhelm-Preis in einer Fahrzeit von 15 Stunden und 33 Minuten.
- 5. August: Der irische Leichtathlet Peter O’Connor springt in Dublin 7,61 Meter weit. Er wird später daher erster Weitspringer in der Weltrekordliste der IAAF.
- 12. August: Mit dem FC Luzern wird einer der wichtigsten Sportclubs der Schweiz gegründet.
- 14. September: In der Londoner Prinz-Albert-Hall findet der erste Bodybuilding-Wettbewerb („The Great Competition“), organisiert von Eugen Sandow, statt.

Einträge von Leichtathletik-Weltrekorden siehe unter der jeweiligen Disziplin unter Leichtathletik.

### Nobelpreise
1901 werden erstmals die von Alfred Nobel testamentarisch gestifteten Nobelpreise vergeben.
| Preis                                   | Person                                   | Land            | Begründung für die Preisvergabe | Bild                         |
| --------------------------------------- | ---------------------------------------- | --------------- | --- | ---------------------------- |
| Nobelpreis für Physik                   | Wilhelm Conrad Röntgen (1845–1923)       | Deutsches Reich | „als Anerkennung des außerordentlichen Verdienstes, den er sich durch die Entdeckung der nach ihm benannten Strahlen erworben hat“ | Wilhelm Conrad Roentgen      |
| Nobelpreis für Chemie                   | Jacobus Henricus van ’t Hoff (1852–1911) | Niederlande     | „als Anerkennung des außerordentlichen Verdienstes, den er sich durch die Entdeckung der Gesetze der chemischen Dynamik und des osmotischen Druckes in Lösungen erworben hat“                                                                                     | Jacobus Henricus van ’t Hoff |
| Nobelpreis für Physiologie oder Medizin | Emil von Behring (1854–1917)             | Deutsches Reich | „für seine Arbeiten über Serumtherapie und besonders für deren Anwendung gegen Diphtherie, mit denen er der medizinischen Wissenschaft neue Wege erschloss und dem Arzt eine erfolgreiche Waffe im Kampf gegen Krankheit und Tod gegeben hat“                     | Emil von Behring             |
| Nobelpreis für Literatur 1901           | Sully Prudhomme (1839–1907)              | Frankreich      | „als Anerkennung seiner ausgezeichneten, auch noch in späteren Jahren an den Tag gelegten Verdienste als Schriftsteller und besonders seiner Dichtungen, die hohen Idealismus, künstlerische Vollendung und eine seltene Vereinigung von Herz und Geist bezeugen“ | Sully Prudhomme              |
| Friedensnobelpreis                      | Henry Dunant (1828–1910)                 | Schweiz         | Gründer des Internationalen Komitees vom Roten Kreuz | Henry Dunant                 |
| Friedensnobelpreis                      | Frédéric Passy (1822–1912)               | Frankreich      | Gründer der „Französischen Gesellschaft der Friedensfreunde“ („Internationale Friedensliga“) | Frédéric Passy               |

## Geboren

### Januar
- 01. Januar: Filippo Anfuso, italienischer Diplomat, Staatssekretär und Politiker († 1963)
- 01. Januar: Eiichi Ataka, japanischer Unternehmer († 1994)
- 01. Januar: Willibald Pschyrembel, deutscher Arzt und Autor († 1987)
- 03. Januar: George W. F. Hallgarten, US-amerikanischer Historiker († 1975)
- 03. Januar: Ngô Đình Diệm, erster Präsident der Republik Vietnam († 1963)
- 03. Januar: Hans Sattler, deutscher Komponist, Musiker und Autor († 1959)
- 03. Januar: Eric Voegelin, deutsch-US-amerikanischer Politologe und Philosoph († 1985)
- 03. Januar: Josef Schoiswohl, österreichischer Bischof († 1991)
- 03. Januar: Ngô Đình Diệm, erster Präsident von Südvietnam († 1963)
- 04. Januar: C. L. R. James, britischer Kulturkritiker, Journalist, Theoretiker und Schriftsteller († 1989)
- 04. Januar: Hermann zu Leiningen, deutscher Automobilrennfahrer († 1971)
- 05. Januar: Klaus Bonhoeffer, deutscher Jurist und Widerstandskämpfer († 1945)
- 05. Januar: Walter Lüthi, reformierter Pfarrer († 1982)
- 06. Januar: Patrick Aherne, britischer Schauspieler († 1970)
- 06. Januar: José Gaspar d’Afonseca e Silva, brasilianischer Erzbischof († 1943)
- 07. Januar: Robert Neufang, deutscher Politiker und Fußballfunktionär († 1972)

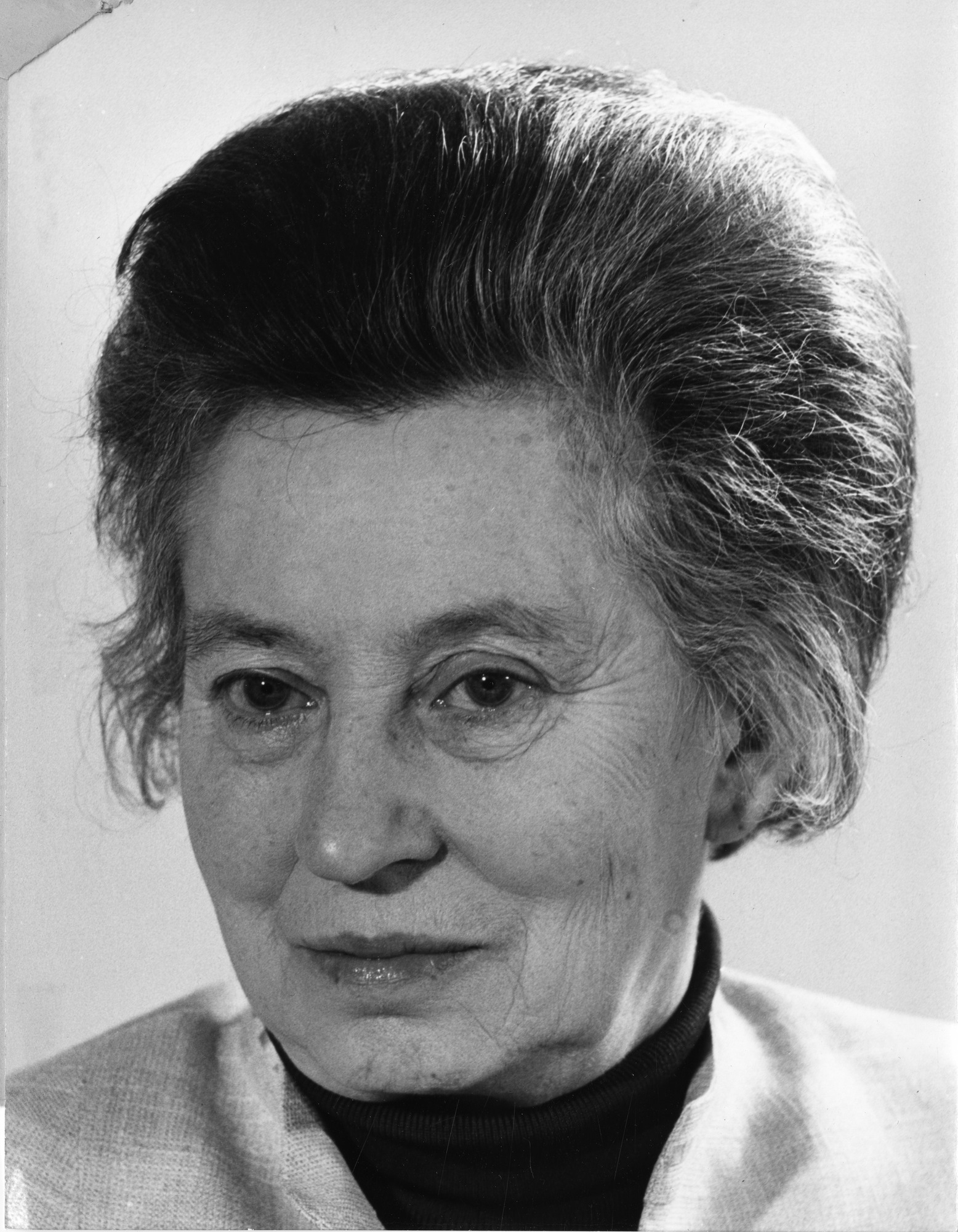
Elisabeth Schwarzhaupt, 1966

- 07. Januar: Konrad von Schubert, deutscher Botschafter († 1973)
- 07. Januar: Elisabeth Schwarzhaupt, deutsche Politikerin († 1986)
- 08. Januar: Walter Dirks, deutscher Publizist, Schriftsteller und Journalist († 1991)
- 09. Januar: Ishman Bracey, US-amerikanischer Blues-Sänger und Gitarrist († 1970)
- 09. Januar: Chic Young, US-amerikanischer Cartoonist und Comiczeichner († 1973)
- 10. Januar: Henning von Tresckow, Generalmajor der deutschen Wehrmacht und Widerstandskämpfer († 1944)
- 11. Januar: Herbert Molwitz, deutscher Kupferstecher und Radierer († 1970)
- 12. Januar: Kurt Jooss, deutscher Tänzer, Choreograf und Tanzpädagoge († 1979)
- 13. Januar: Wilhelm Hanle, deutscher Physiker († 1993)
- 14. Januar: Bebe Daniels, amerikanische Schauspielerin († 1971)
- 14. Januar: Rudi Schiemann, Kabarettist und Schauspieler in der DDR († 1970)
- 15. Januar: Guido Schmidt, österreichischer Diplomat und Politiker († 1957)

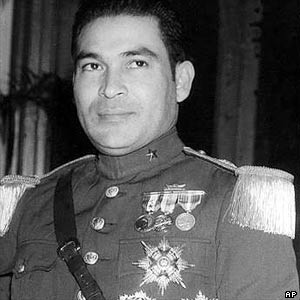
Fulgencio Batista, 1952

- 16. Januar: Fulgencio Batista, Staatspräsident und Diktator von Kuba († 1973)
- 17. Januar: William A. Mueller, US-amerikanischer Tontechniker († 1992)
- 18. Januar: Murayama Tomoyoshi, japanischer Schriftsteller und Theaterleiter († 1977)
- 18. Januar: Pem, deutsch-britischer Journalist und Schriftsteller († 1972)
- 19. Januar: Armand Schulthess, Schweizer Objekt- und Textkünstler († 1972)
- 19. Januar: Fred Uhlman, deutscher Rechtsanwalt, Maler und Schriftsteller († 1985)
- 20. Januar: Juan García Oliver, spanischer Anarchist und Syndikalist († 1980)
- 20. Januar: Karl Gilg, deutscher Schachspieler († 1981)
- 21. Januar: Charles Grant Loomis, US-amerikanischer Germanist und Folklorist († 1963)
- 21. Januar: Clärenore Stinnes, Weltreisende, Automobilrennfahrerin († 1990)
- 21. Januar: Ricardo Zamora, spanischer Fußballspieler († 1978)
- 22. Januar: Hans Erich Apostel, Komponist und Vertreter der Zweiten Wiener Schule († 1972)
- 22. Januar: Ken G. Hall, australischer Filmproduzent, -regisseur und Drehbuchautor († 1994)
- 23. Januar: Richard Bevan Austin, US-amerikanischer Jurist († 1977)
- 24. Januar: Walther Bullerdiek, deutscher Schauspieler, Hörspielsprecher und Komponist († 1971)
- 24. Januar: A. M. Cassandre, Grafikdesigner, Typograf, Maler, Bühnenbildner und Lehrer († 1968)
- 24. Januar: Michail Iljitsch Romm, russischer Regisseur († 1971)
- 24. Januar: Karl-Eduard Wilke, deutscher Generalmajor († 1990)
- 25. Januar: Roman Cycowski, Mitglied der Comedian Harmonists († 1998)
- 27. Januar: Lilly Becher, deutsche Schriftstellerin und Publizistin († 1978)

Willy Fritsch, 1927

- 27. Januar: Willy Fritsch, deutscher Schauspieler († 1973)
- 28. Januar: Takahashi Shinkichi, japanischer Lyriker († 1987)
- 29. Januar: Heinrich Anacker, schweizerisch-deutscher Schriftsteller († 1971)
- 29. Januar: Mary Eaton, US-amerikanische Schauspielerin († 1948)
- 30. Januar: Ramón Díaz Freeman, dominikanischer Komponist, Fagottist und Organist († 1976)
- 30. Januar: Hans Erich Nossack, deutscher Schriftsteller († 1977)
- 30. Januar: Rudolf Caracciola, deutscher Automobilrennfahrer († 1959)
- 30. Januar: William Kroll, US-amerikanischer Geiger, Komponist und Musikpädagoge († 1980)
- 31. Januar: Marie Luise Kaschnitz, deutsche Lyrikerin und Autorin von Erzählungen († 1974)

### Februar

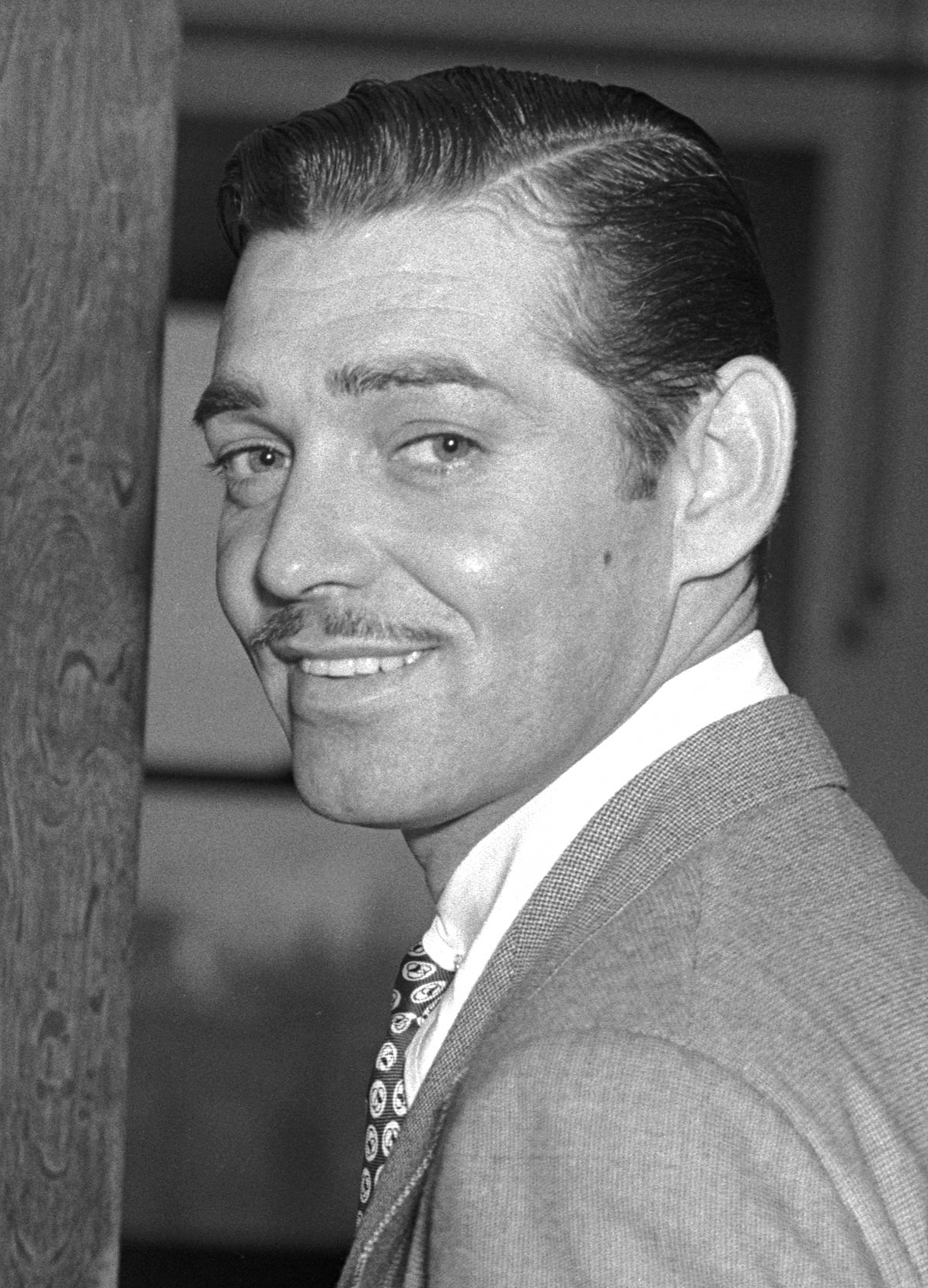
Clark Gable, 1937

- 01. Februar: Clark Gable, US-amerikanischer Schauspieler († 1960)
- 02. Februar: Jascha Heifetz, Violinist († 1987)
- 02. Februar: Walter Vinson, US-amerikanischer Blues-Musiker († 1975)
- 04. Februar: Katharina Winter, Unterstützerin der Widerstandskämpfer des 20. Juli 1944 († 2005)
- 07. Februar: Hans Kossatz, deutscher Karikaturist, Comiczeichner und Illustrator († 1985)
- 08. Februar: Gustav Dahrendorf, deutscher Politiker und Journalist († 1954)
- 10. Februar: Stella Adler, US-amerikanische Bühnen- und Filmschauspielerin († 1992)
- 10. Februar: Arthur Jores, deutscher Mediziner († 1982)
- 10. Februar: Richard Brauer, deutsch-amerikanischer Mathematiker († 1977)
- 13. Februar: Max Kröckel, deutscher Sportler in den nordischen Skidisziplinen († 1986)
- 13. Februar: Paul Felix Lazarsfeld, österreichisch-amerikanischer Soziologe († 1976)
- 14. Februar: Petter Moen, norwegischer Mathematiker und im Widerstand gegen deutsche Besetzung († 1944)
- 14. Februar: Hans Schütz, deutscher Politiker († 1982)
- 15. Februar: André Parrot, französischer Archäologe († 1980)
- 15. Februar: Jupp Schmitz, deutscher Unterhaltungskünstler, Schlager- und Krätzchensänger († 1991)
- 15. Februar: Kokomo Arnold, US-amerikanischer Blues-Musiker († 1968)
- 16. Februar: Joseph Ackermann, Schweizer Politiker († 1987)
- 16. Februar: Eugen Huth, deutscher Politiker († 1976)
- 16. Februar: Reinhold Ebertin, deutscher Astrologe, Kosmobiologe und Esoteriker († 1988)
- 17. Februar: Kajii Motojirō, japanischer Schriftsteller († 1932)
- 18. Februar: Alfred Grünberg, deutscher Arbeiter und Widerstandskämpfer gegen den Nationalsozialismus († 1942)
- 19. Februar: Florence Green, letzte bekannte Veteranin des Ersten Weltkriegs († 2012)
- 19. Februar: Hans Grundig, Maler und Graphiker († 1958)
- 20. Februar: César Geoffray, französischer Komponist und Chorleiter († 1972)
- 20. Februar: Franz Wanderer, deutscher Marathonläufer († 1944)
- 21. Februar: Emilio Comici, italienischer Alpinist und Höhlenforscher († 1940)
- 21. Februar: Ivar Lo-Johansson, schwedischer Schriftsteller († 1990)
- 22. Februar: Cosmé McMoon, mexikanisch-US-amerikanischer Pianist und Komponist († 1980)
- 23. Februar: Ludwig Frederick Audrieth, US-amerikanischer Chemiker († 1967)
- 23. Februar: Edgar Ende, deutscher Maler († 1965)
- 24. Februar: Willy Czernik, deutscher Operetten- und Filmkomponist († 1996)
- 25. Februar: Zeppo Marx, US-amerikanischer Komiker († 1979)
- 26. Februar: Alexandr Hořejší, tschechischer Dichter und Übersetzer († 1970)
- 26. Februar: Leslie Munro, neuseeländischer Botschafter von Neuseeland in den USA († 1974)
- 27. Februar: Elizabeth Hill, US-amerikanische Drehbuchautorin († 1978)
- 27. Februar: Marino Marini, italienischer Künstler († 1980)
- 27. Februar: Goffredo Zehender, italienischer Automobilrennfahrer († 1958)
- 28. Februar: Rudolf Nilsen, norwegischer Dichter († 1929)

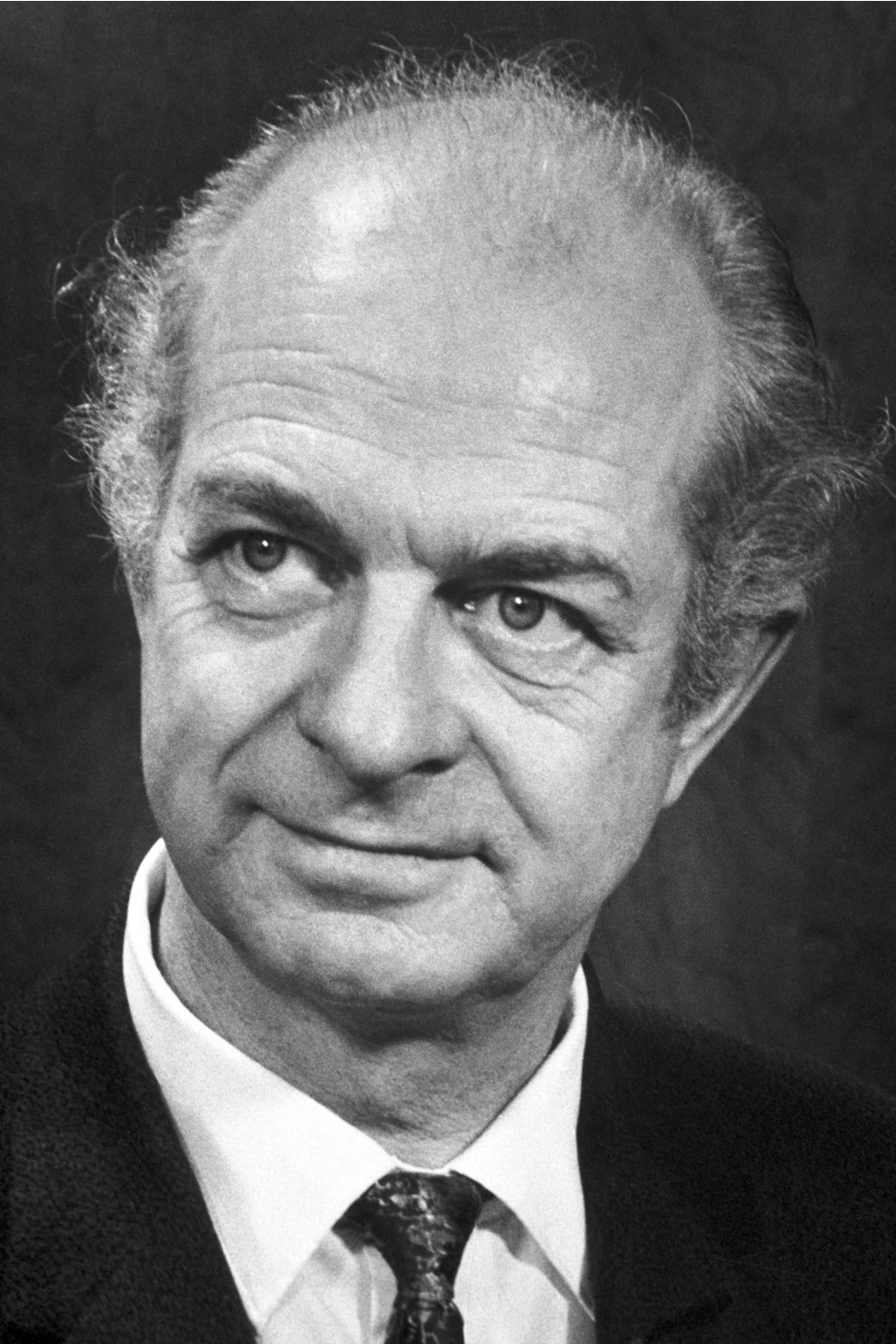
Linus Pauling, 1962

- 28. Februar: Linus Pauling, US-amerikanischer Chemiker († 1994)

### März
- 01. März: Tommy Jarrell, US-amerikanischer Fiddle- und Banjospieler und Sänger († 1985)
- 03. März: Otto Müller, deutscher Verleger († 1956)
- 03. März: Gwen Wakeling, US-amerikanische Kostümbildnerin († 1982)
- 04. März: Erwin Hartung, Refrainsänger, Schauspieler († 1986)
- 04. März: Hans Klüver, deutscher Schachproblemkomponist († 1989)
- 04. März: Piotr Perkowski, polnischer Komponist († 1990)
- 04. März: Jean-Joseph Rabearivelo, madagassischer Schriftsteller († 1937)
- 04. März: Philippe Serre, französischer Politiker († 1991)
- 05. März: Louis I. Kahn, US-amerikanischer Architekt und Stadtplaner († 1974)
- 05. März: Leni Timmermann, deutsche Pianistin und Autorin († 1992)
- 06. März: Naum Iljitsch Achijeser, ukrainischer Mathematiker († 1980)
- 06. März: Ernest Gibson, US-amerikanischer Politiker († 1969)
- 06. März: Wladimir Pyschnow, sowjetischer Aerodynamiker († 1984)
- 07. März:  Louis Mercier, US-amerikanischer Schauspieler französisch-algerischer Abstammung († 1993)
- 08. März: Karl Abenthum, deutscher katholischer Pfarrer († 1976)
- 08. März: Julius Bochmann, deutscher Lehrer und Philatelist, Begründer des Bochmann-Kataloges der deutschen Gelegenheitsstempel († 1957)
- 08. März: Wilhelm Pleyer, deutscher Autor († 1974)
- 09. März: Humberto Mello Nóbrega, brasilianischer Literaturhistoriker und Schriftsteller († 1978)
- 10. März: Jules Lavigne, belgischer Fußballspieler († 1957)
- 11. März: Josef Martin Bauer, deutscher Schriftsteller († 1970)
- 11. März: Wilton E. Hall, US-amerikanischer Politiker († 1980)
- 11. März: Karl Hoffmann, deutscher Politiker († 1981)
- 13. März: Beppo Afritsch, österreichischer Gartentechniker und Politiker († 1964)
- 13. März: Margaret Craven, US-amerikanische Schriftstellerin († 1980)
- 13. März: Gebhard Seelos, deutscher Politiker († 1984)
- 13. März: Norman Woodlieff, US-amerikanischer Old-Time-Musiker († 1985)
- 14. März: Sidney James Montford Atkinson, südafrikanischer Leichtathlet († 1977)
- 14. März: János Esterházy, ungarischer Adeliger und Politiker († 1957)
- 15. März: Erwin Balzer, deutscher evangelisch-lutherischer Theologe († 1975)
- 15. März: Erich Fiedler, deutscher Schauspieler († 1981)
- 15. März: Charles Schlewer, französischer Ruderer († 1986)
- 15. März: Theo Uden Masman, niederländischer Pianist und Journalist († 1965)
- 16. März: Walter Erich Schäfer, deutscher Dramaturg und Generalintendant des Württembergischen Staatstheaters († 1981)
- 17. März: Christoph Aschmoneit, deutscher Schiffbauingenieur († 1984)
- 17. März: Alexander Bicks, US-amerikanischer Jurist († 1963)
- 17. März: Ludolf-Hermann von Alvensleben, Adjutant Heinrich Himmlers und Gruppenführer der SS († 1970)
- 18. März: Willi Ankermüller, deutscher Jurist und Politiker († 1986)
- 19. März: Gerrit Jan van Heuven Goedhart, niederländischer Journalist, erster UN-Hochkommissar für Flüchtlinge († 1956)
- 19. März: Henrik Nádler, ungarischer Fußballspieler und KZ-Häftling (verschollen 1945)
- 19. März: Josef Wirmer, Widerstandskämpfer, NS-Opfer († 1944)
- 20. März: Josef Adamczyk, deutscher Politiker († 1971)
- 21. März: Karl Arnold, deutscher Politiker († 1958)
- 21. März: Rudolf Harms, deutscher Schriftsteller († 1984)
- 22. März: Oliver Strunk, US-amerikanischer Musikwissenschaftler und -pädagoge († 1980)
- 23. März: Rudolf Meier, deutscher Politiker († 1961)
- 24. März: Ub Iwerks, US-amerikanischer Trickfilmzeichner und -techniker († 1971)
- 24. März: Kim Peacock, britischer Schauspieler, Hörspielsprecher und Drehbuchautor († 1966)
- 24. März: Josef Pfitzner, deutscher Historiker († 1945)
- 25. März: Raymond Firth, neuseeländischer Ethnologe († 2002)

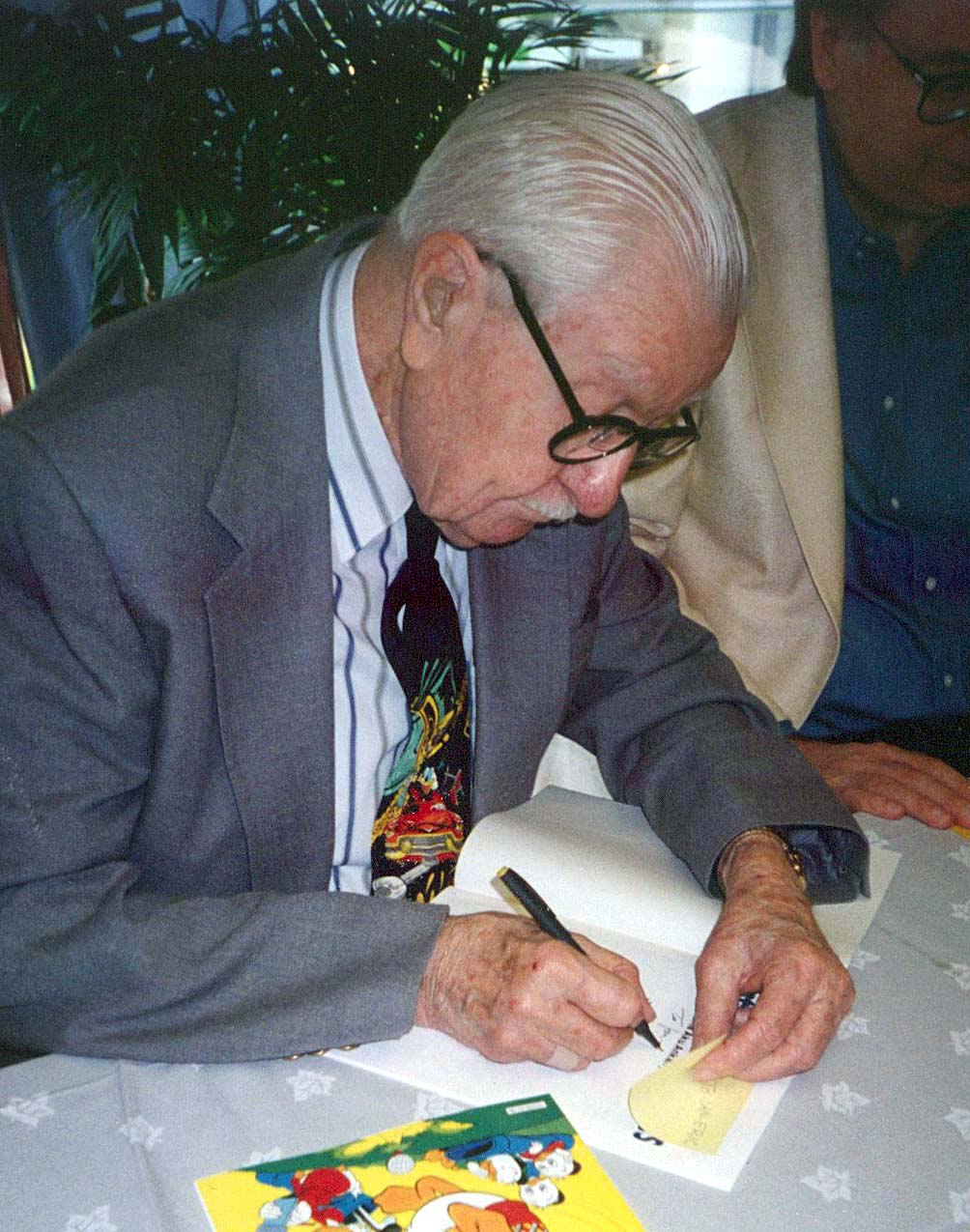
Carl Barks, 1994

- 27. März: Carl Barks, US-amerikanischer Maler, Cartoonist und Texter († 2000)
- 27. März: Enrique Santos Discépolo, argentinischer Komponist († 1951)
- 27. März: George Dowty, britischer Industrieller und Erfinder († 1975)
- 27. März: Erich Ollenhauer, SPD-Parteivorsitzender und Vorsitzender der SPD-Bundestagsfraktion († 1963)
- 27. März: Satō Eisaku, 61. bis 63. Premierminister Japans († 1975)
- 28. März: Märtha von Schweden, schwedische Prinzessin und Kronprinzessin von Norwegen († 1954)
- 29. März: Sidney Arodin, US-amerikanischer Jazz-Klarinettist und Komponist († 1948)
- 30. März: Ali Razmara, General und Premierminister des Iran († 1951)
- 31. März: Otto Kellerhals, Schweizer Staatsbeamter († 1990)

### April
- 01. April: William Harding Anderson, britischer Eishockeyspieler († 1983)
- 01. April: Francisco Ascaso Budría, spanischer Anarchist († 1936)
- 01. April: Walther Böttcher, deutscher Politiker († 1983)
- 01. April: Hugo Geiger, deutscher Politiker († 1984)
- 02. April: Karl Höll, deutscher Lebensmittelchemiker († 1997)
- 04. April: Adam Adrio, deutscher Hochschullehrer und Musikwissenschaftler († 1973)
- 05. April: Curt Bois, deutscher Schauspieler († 1991)
- 05. April: Doggie Julian, US-amerikanischer Basketballtrainer († 1967)
- 05. April: Melvyn Douglas, US-amerikanischer Schauspieler († 1981)
- 05. April: Luigi Malipiero, deutscher Theaterregisseur und -intendant, Schauspieler und Bühnenbildner († 1975)
- 06. April: Marian Hemar, polnischer Dichter († 1972)
- 08. April: Jean Prouvé, französischer Architekt und Designer († 1984)
- 11. April: Alexander Alexandrowitsch Andronow, sowjetischer Physiker († 1952)
- 11. April: Theodor Rogalski, rumänischer Komponist († 1954)
- 13. April: Jacques Lacan, französischer Psychoanalytiker († 1981)
- 13. April: Paul Yü Pin, Erzbischof von Nanking und Kardinal der römisch-katholischen Kirche († 1978)
- 14. April: Max Dominicé, Schweizer evangelischer Geistlicher († 1975)
- 14. April: Antonie Straßmann, deutsche Schauspielerin, Besatzungsmitglied des Flugschiffes Dornier DO-X (D-1929) bei der Atlantiküberquerung († 1952)
- 14. April: Martin Kessel, deutscher Schriftsteller († 1990)
- 15. April: Joe Davis, englischer Snooker- und Billardspieler († 1978)
- 15. April: René Pleven, französischer Politiker († 1993)
- 16. April: Nikolai Akimow, sowjetischer Theaterregisseur und -produzent, Bühnenbildner sowie Grafiker († 1968)
- 17. April: Raúl Prebisch, argentinischer Entwicklungsökonom († 1986)
- 18. April: Hanns Arens, deutscher Schriftsteller, Lektor, Verleger und Kritiker († 1983)
- 19. April: Rose Oehmichen, deutsche Schauspielerin und Mitgründerin der Augsburger Puppenkiste († 1985)
- 19. April: Christine Höger, deutsche Politikerin († 1982)
- 20. April: Adolf Busemann, deutscher Aerodynamiker († 1986)
- 20. April: Martin Lohmann, deutscher Wirtschaftswissenschaftler († 1993)
- 20. April: Karl Schlumprecht, Funktionär des NS-Regimes, Oberbürgermeister von Bayreuth († 1970)
- 20. April: Michel Leiris, französischer Schriftsteller und Ethnologe († 1990)
- 21. April: Julián Bautista, argentinischer Komponist († 1961)
- 25. April: Gottfried Amann, deutscher Forstwissenschaftler († 1988)
- 26. April: Harald Braun, deutscher Regisseur († 1960)
- 26. April: Henri de Costier, französischer Automobilrennfahrer († 1989)
- 26. April: Gustav Wagner, luxemburgischer Bobfahrer († 1972)
- 26. April: Wolfgang von Wild, deutscher General († 1964)
- 27. April: Frank Belknap Long, US-amerikanischer Autor von Horror-, Science-Fiction, Fantasygeschichten († 1994)
- 28. April: Weaver Warren Adams, US-amerikanischer Schachspieler und -autor († 1963)
- 28. April: Ernst Roth, deutscher Politiker († 1951)
- 29. April: Kathrine Aurell, schwedisch-norwegische Schriftstellerin und Drehbuchautorin († 1986)
- 29. April: Hirohito, Tennō von Japan († 1989)
- 29. April: Clodwig Kapferer, deutscher Pionier auf den Gebieten Marktforschung († 1997)
- 29. April: Ceslas Spicq, französischer römisch-katholischer Geistlicher und Hochschullehrer († 1992)
- 30. April: Simon Smith Kuznets, US-amerikanischer Ökonom, Nobelpreisträger († 1985)
- 30. April: György Orth, ungarischer Fußballspieler und -trainer († 1962)

### Mai
- 01. Mai: Antal Szerb, ungarischer Schriftsteller († 1945)
- 02. Mai: Edouard Zeckendorf, belgischer Amateur-Mathematiker († 1983)
- 02. Mai: Willi Bredel, deutscher Schriftsteller und Präsident der deutschen Akademie der Künste († 1964)
- 03. Mai: Gino Cervi, italienischer Filmschauspieler († 1974)
- 03. Mai: Hugo Friedhofer, US-amerikanischer Filmkomponist († 1981)
- 04. Mai: Tominaga Tarō, japanischer Schriftsteller († 1925)
- 05. Mai: Blind Willie McTell, US-amerikanischer Bluesmusiker († 1959)
- 06. Mai: Fritz Levy, letzter Jude von Jever († 1982)
- 06. Mai: Urs Küry, christkatholischer Bischof der Schweiz († 1976)

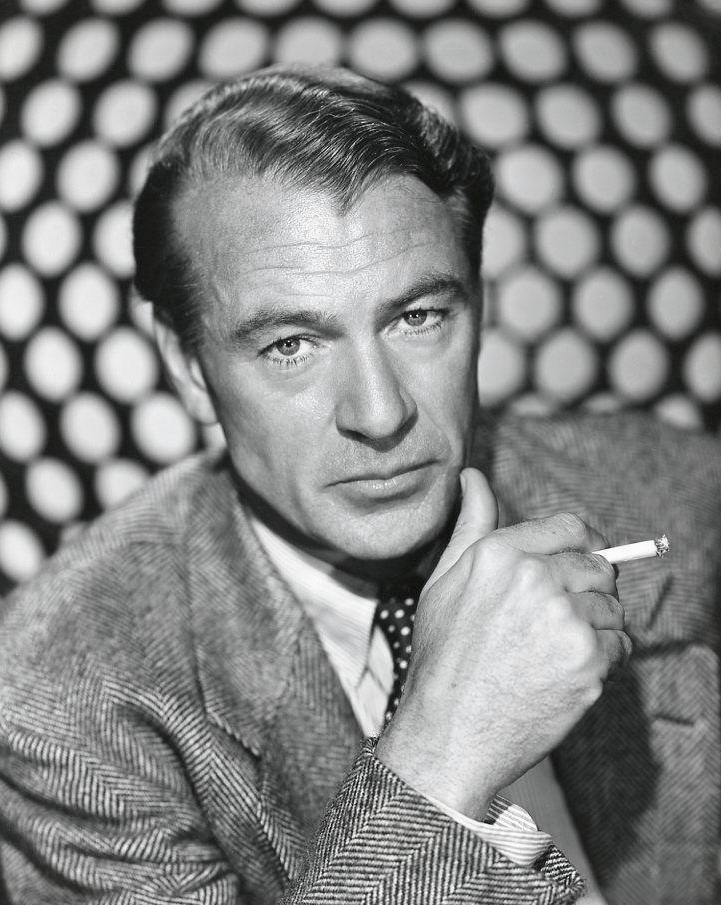
Gary Cooper

- 07. Mai: Gary Cooper, US-amerikanischer Schauspieler († 1961)
- 07. Mai: Marcel Poot, belgischer Komponist und Professor († 1988)
- 07. Mai: Walther Wüst, deutscher Orientalist, Kurator der Forschungsgemeinschaft deutsches Ahnenerbe e. V. († 1993)
- 09. Mai: Elmer Raguse, US-amerikanischer Tontechniker († 1972)
- 09. Mai: Erik Olson, schwedischer Maler († 1986)
- 10. Mai: John Desmond Bernal, britischer Physiker († 1971)
- 10. Mai: Otto Höfler, österreichischer Germanist († 1987)
- 10. Mai: Guy Dollfuss, französischer Automobilrennfahrer († 1977)
- 11. Mai: Edwin Arnet, schweizerischer Schriftsteller und Journalist († 1962)
- 11. Mai: Rose Ausländer, deutsche Lyrikerin († 1988)
- 13. Mai: William S. Beardsley, US-amerikanischer Politiker († 1954)
- 14. Mai: Robert Ritter, deutscher nationalsozialistischer Rassentheoretiker († 1951)
- 15. Mai: Dorothy Hansine Andersen, US-amerikanische Kinderärztin und Pathologin († 1963)
- 15. Mai: Kurt Meister, deutscher Schauspieler, Regisseur, Autor und Hörspielsprecher († 1961)
- 15. Mai: Luis Monti, argentinisch-italienischer Fußballspieler († 1983)
- 15. Mai: Lou Scheper-Berkenkamp, deutsche Künstlerin († 1976)
- 16. Mai: Anne Banaschewski, deutsche Reformpädagogin († 1981)
- 16. Mai: Konrad Wachsmann, deutscher Architekt und Ingenieur jüdischer Abstammung († 1980)
- 16. Mai: Birch Monroe, US-amerikanischer Country-Musiker († 1982)
- 17. Mai: Werner Egk, deutscher Komponist († 1983)
- 18. Mai: Robert Ochsenfeld, deutscher Physiker († 1993)
- 18. Mai: Vincent du Vigneaud, US-amerikanischer Biochemiker († 1978)
- 19. Mai: Franz Ackerl, österreichischer Hochschulprofessor für Geodäsie und Fotogrammetrie († 1988)
- 19. Mai: Otto Ambros, deutscher Chemiker († 1990)
- 19. Mai: Kenneth Preston, britischer Regattasegler († 1995)
- 19. Mai: Hans Soenius, deutscher Motorradrennfahrer († 1965)
- 20. Mai: Max Euwe, niederländischer Schachspieler und der 5. Schachweltmeister († 1981)
- 20. Mai: Otto Waldis, österreichischer Schauspieler († 1974)
- 21. Mai: Hermann Andersen, deutscher Politiker († 1989)
- 21. Mai: Sergei Konstantinowitsch Tumanski, sowjetischer Triebwerkskonstrukteur († 1973)
- 22. Mai: Maurice J. Tobin, US-amerikanischer Politiker († 1953)
- 23. Mai: Harri Bading, deutscher Politiker und MdB († 1981)
- 23. Mai: Semjon Lwowitsch Ginsburg, russischer Musikwissenschaftler († 1978)
- 23. Mai: Charles W. Morris, US-amerikanischer Semiotiker († 1979)
- 23. Mai: Edmund Rubbra, englischer Komponist († 1986)
- 24. Mai: Walter Diederichs, deutscher Politiker († 1982)
- 24. Mai: Arvid Harnack, deutscher Jurist, Nationalökonom und Widerstandskämpfer († 1942)
- 25. Mai: Emilio Amero, mexikanischer Maler, Grafiker und Fotograf († 1976)
- 25. Mai: Otto Aßmann, deutscher Politiker († 1977)
- 26. Mai: Bohumil Turek, tschechoslowakischer Motorrad- und Automobilrennfahrer († 1972)
- 26. Mai: Walter Zirpins, deutscher Sachverständiger im Reichstagsbrandprozess 1933 († 1976)
- 27. Mai: Georg-August Zinn, deutscher Politiker der SPD und hessischer Ministerpräsident († 1976)
- 27. Mai: Joseph Wendel, Erzbischof von München und Freising 1952 bis 1960 († 1960)
- 28. Mai: Karl Otto Stegmann, deutscher Motorradrennfahrer († 1930)
- 29. Mai: Erich Friedrich, deutscher Politiker († 1971)
- 29. Mai: Hermann Kopf, deutscher Politiker († 1991)
- 30. Mai: Mieczysław Fogg, polnischer Sänger († 1990)
- 30. Mai: Walter Felsenstein, österreichisch-deutscher Regisseur und ab 1947 Intendant der Komischen Oper, Ost-Berlin († 1975)
- 31. Mai: Franz Reichel, deutscher Architekt und Nürnberger Kulturpreisträger († 1965)
- 31. Mai: Friedrich Werber, deutscher Politiker († 1981)

### Juni
- 01. Juni: Joop ter Beek, niederländischer Fußballspieler († 1934)
- 02. Juni: Franz Diener, deutscher Schwergewichtsboxer († 1969)
- 02. Juni: Owen Saunders-Davies, britischer Automobilrennfahrer († 1959)
- 04. Juni: Rudolf Petershagen, Kommandant der Universitätsstadt Greifswald, Politiker der DDR († 1969)
- 05. Juni: Carl Joachim Friedrich, deutsch-US-amerikanischer Staatsrechtsprofessor († 1984)
- 05. Juni: Bruce Hutchison, kanadischer Schriftsteller und Journalist († 1992)
- 06. Juni: Anton Cromme, deutscher Politiker († 1953)
- 06. Juni: Helmuth Stieff, deutscher Generalmajor und Chef der Organisationsgruppe der Abwehr († 1944)

Sukarno

- 06. Juni: Sukarno, indonesischer Politiker († 1970)
- 07. Juni: Laura Rodig, chilenische Malerin und Bildhauerin († 1972)
- 07. Juni: Andrée Viénot, französische Politikerin und Résistante († 1976)
- 08. Juni: Ernst Mayer, deutscher Politiker († 1952)
- 09. Juni: Sammy Newsome, britischer Automobilrennfahrer († 1970)
- 10. Juni: Frederick Loewe, US-amerikanischer Komponist († 1988)
- 13. Juni: Emil Belzner, deutscher Journalist und Schriftsteller († 1979)
- 13. Juni: Tage Erlander, schwedischer Premierminister († 1985)
- 13. Juni: Paul Fässler, Schweizer Fußballspieler († 1983)
- 13. Juni: Michail Starokadomski, russischer Komponist († 1954)
- 14. Juni: Werner Hausmann, Schweizer Schauspieler, Fernsehmoderator, Autor, Hörspielregisseur und -sprecher († 1991)
- 14. Juni: Heinrich Rempel, deutscher Prähistoriker († 1978)
- 15. Juni: Lutz Mackensen, deutscher Philologe und Lexikograph († 1992)
- 16. Juni: Conrad Beck, Schweizer Komponist († 1989)
- 16. Juni: Henri Lefebvre, französischer marxistischer Soziologe, Intellektueller und Philosoph († 1991)
- 16. Juni: Otto Waffenschmied, österreichischer Illustrator und Comiczeichner († 1971)
- 18. Juni: Anastasia Nikolajewna Romanowa, Tochter des letzten russischen Zaren, Nikolaus II. († 1918)
- 19. Juni: Herbert Krebs, deutscher Forstmann und Jagdautor († 1980)
- 19. Juni: Erwin Henning, deutscher Maler († 1993)
- 19. Juni: Piero Gobetti, italienischer Publizist, Politiker, Antifaschist († 1926)
- 20. Juni: Willy Gebhardt, deutscher Redakteur und Politiker (SED) († 1973)
- 20. Juni: Ernest White, kanadischer Organist und Orgelbauer, Chorleiter und Musikpädagoge († 1980)
- 21. Juni: Red Dunn, US-amerikanischer American-Football-Spieler († 1957)
- 22. Juni: Hans Hinkel, Journalist und Ministerialbeamter († 1960)
- 22. Juni: Luise Albertz, deutsche Politikerin († 1979)
- 22. Juni: Luís Armando Rivera, dominikanischer Komponist, Pianist und Geiger († 1986)
- 23. Juni: Franz Ruland, saarländischer Politiker der CVP († 1964)
- 23. Juni: Otto Heckmann, deutscher Astronom († 1983)
- 23. Juni: Paul Verhoeven, deutscher Schauspieler, Regisseur und Theaterdirektor († 1975)
- 24. Juni: Marcel Mule, französischer Saxophonist und Komponist († 2001)
- 25. Juni: Chester Arthur Arnold, US-amerikanischer Paläobotaniker und Botaniker († 1977)
- 26. Juni: Jean Boyer, französischer Regisseur und Drehbuchautor († 1965)
- 26. Juni: Leon Raszeja, Jurist, jüngerer Bruder von Franciszek Raszeja und Maksymilian Raszeja († 1939)
- 27. Juni: Merle Antony Tuve, US-amerikanischer Physiker und Geophysiker († 1982)
- 27. Juni: Rudolf Zender, Schweizer Maler, Grafiker und Zeichner († 1988)
- 28. Juni: Kurt Helbig, deutscher Gewichtheber († 1975)
- 28. Juni: Alfred Müller-Armack, deutscher Nationalökonom und Kultursoziologe († 1978)
- 30. Juni: Niklot Beste, Bischof in der DDR († 1987)
- 30. Juni: Rex Waite, britischer Luftwaffenoffizier († 1975)

### Juli
- 03. Juli: Ruth Crawford Seeger, US-amerikanische Komponistin († 1953)
- 05. Juli: Akashi Kaijin, japanischer Dichter († 1939)
- 05. Juli: Ermenegildo Florit, Erzbischof von Florenz und Kardinal der römisch-katholischen Kirche († 1985)
- 05. Juli: Julio “Matador” Libonatti, argentinischer Fußballspieler († 1981)
- 05. Juli: Len Lye, neuseeländischer Bildhauer, Künstler, Schriftsteller und Filmemacher († 1980)
- 05. Juli: Sergei Obraszow, russischer Puppenspieler († 1992)
- 05. Juli: Maurice Swartelé, belgischer Ruderer († 1980)
- 06. Juli: Roland Coty, französischer Unternehmer und Automobilrennfahrer († 1963)
- 06. Juli: Max Hinrichsen, deutsch-britischer Musikverleger († 1965)

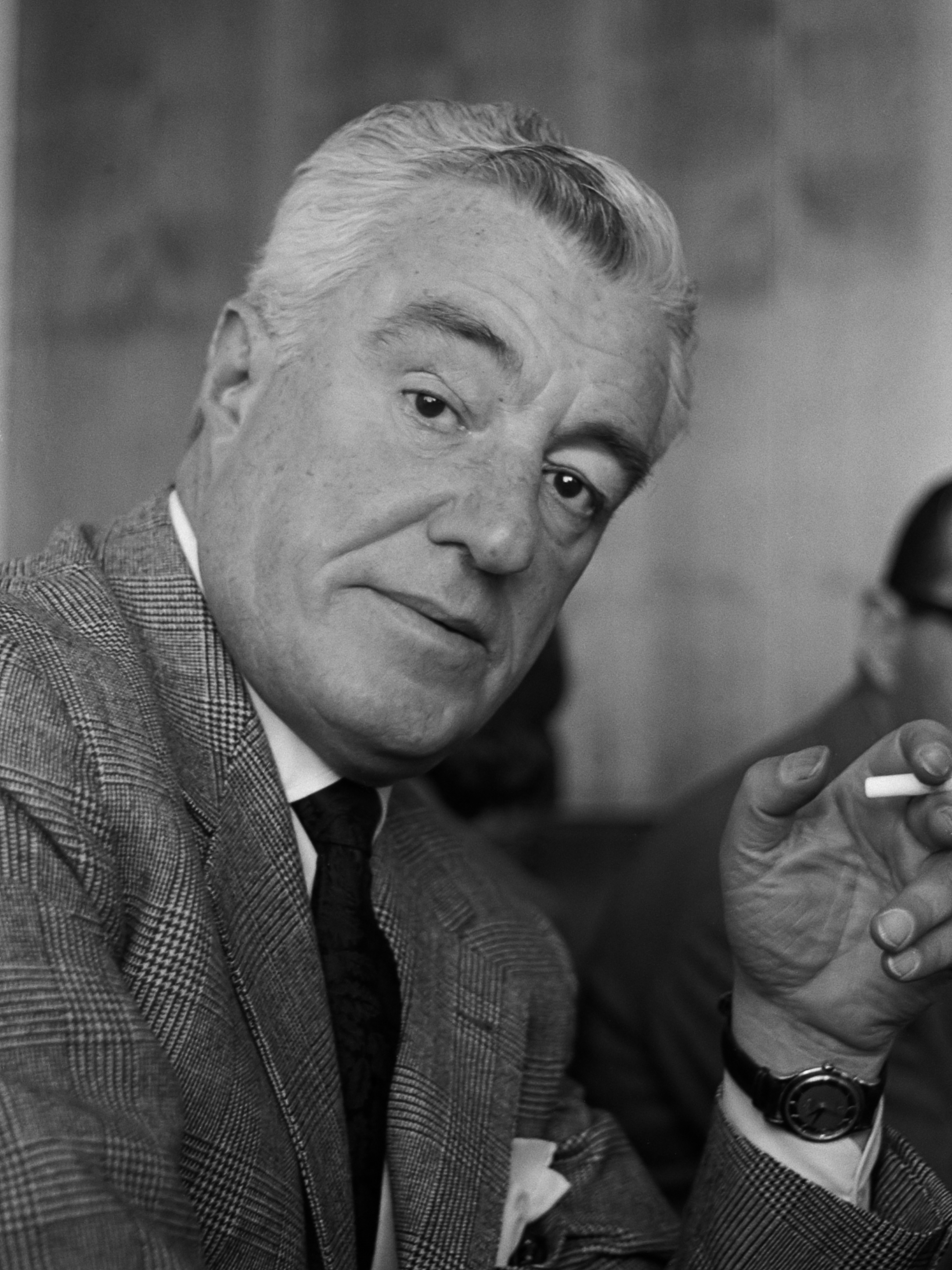
Vittorio De Sica

- 07. Juli: Vittorio De Sica, italienischer Schauspieler und Filmregisseur († 1974)
- 07. Juli: Gustav Knuth, deutscher Schauspieler († 1987)
- 07. Juli: Hans Kudszus, deutscher Aphoristiker († 1977)
- 07. Juli: János Székely, ungarischer Schriftsteller und Drehbuchautor († 1958)
- 09. Juli: Barbara Cartland, Autorin romantischer Literatur († 2000)
- 09. Juli: Erich Rammler, deutscher Verfahrenstechniker († 1986)
- 14. Juli: Gerald Finzi, englischer Komponist († 1956)
- 14. Juli: Dirk Fortuin, niederländischer Ruderer († 1986)
- 15. Juli: Nicola Abbagnano, italienischer Philosoph († 1990)
- 16. Juli: Franz Solan Schäppi, Schweizer Kapuziner und Missionswissenschaftler († 1981)
- 16. Juli: Leon Shamroy, US-amerikanischer Kameramann und Regisseur († 1974)
- 16. Juli: Oscar Schellbach, deutscher Lebenslehrer und Begründer des Mental-Positivismus († 1970)
- 17. Juli: Luigi Chinetti, italienisch-US-amerikanischer Automobilrennfahrer († 1994)
- 17. Juli: Henri Germond, Schweizer evangelischer Geistlicher und Hochschullehrer († 1985)
- 17. Juli: Herbert Grabert, deutscher Verlagsgründer († 1978)
- 18. Juli: Stanisław Mikołajczyk, polnischer Exilpremier († 1966)
- 19. Juli: Claude Aveline, französischer Schriftsteller († 1992)
- 19: Juli: Roger Hagnauer, französischer Lehrer und Pazifist († 1986)
- 19. Juli: Rosa Jochmann, österreichische Politikerin († 1994)
- 20. Juli: Ingeborg Alix von Oldenburg, deutsche Adelige und Mitglied des SS-Helferinnenkorps († 1996)
- 21. Juli: William Charles Andrews, britischer Filmarchitekt († 1986)
- 21. Juli: Marta Astfalck-Vietz, deutsche Fotografin und Künstlerin († 1994)
- 21. Juli: Ovila Légaré, kanadischer Schauspieler und Singer-Songwriter († 1978)
- 21. Juli: Nyanaponika, deutscher Mönch und Buddhist († 1994)
- 21. Juli: Gustav Berthold Schröter, deutscher Zeichner und Papierreliefkünstler († 1992)
- 22. Juli: Marcel Collet, französischer Automobilrennfahrer († 1965)
- 23. Juli: Doc Walsh, US-amerikanischer Country-Musiker († 1967)
- 24. Juli: Konrad Pöhner, bayerischer Unternehmer, Verbandspräsident und Bayerischer Staatsminister der Finanzen († 1974)
- 25. Juli: Hans Herbert Schweitzer, im Dritten Reich Reichsbeauftragter für Künstlerische Formgebung († 1980)
- 26. Juli: Umberto Caligaris, italienischer Fußballspieler und -trainer († 1940)
- 29. Juli: Pancho Barnes, amerikanische Stuntpilotin in dem Film „Hells Angels“ von 1929 († 1975)
- 30. Juli: John A. Carroll, US-amerikanischer Politiker († 1983)
- 30. Juli: Walter Oehmichen, gründete 1948 die Augsburger Puppenkiste († 1977)
- 31. Juli: Lis Böhle, deutsche Mundartautorin († 1990)
- 31. Juli: Jean Dubuffet, französischer Maler und Bildhauer († 1985)
- 31. Juli: Renié, US-amerikanische Kostümbildnerin und Oscarpreisträgerin († 1992)
- 31. Juli: Rudolf Slánský, tschechoslowakischer Generalsekretär der KP (KPČ) († 1952)

### August
- 01. August: Curt Wittenbecher, deutscher Maler, Zeichner und Graphiker († 1978)
- 02. August: Ignatius Kung Pin-Mei, Bischof von Shanghai und Kardinal († 2000)
- 03. August: Enrico Glori, italienischer Schauspieler († 1966)
- 03. August: Stefan Wyszyński, polnischer Geistlicher, langjähriger Primas v. Polen († 1981)
- 04. August: Renato Angiolillo, italienischer Journalist, Politiker und Filmregisseur († 1973)

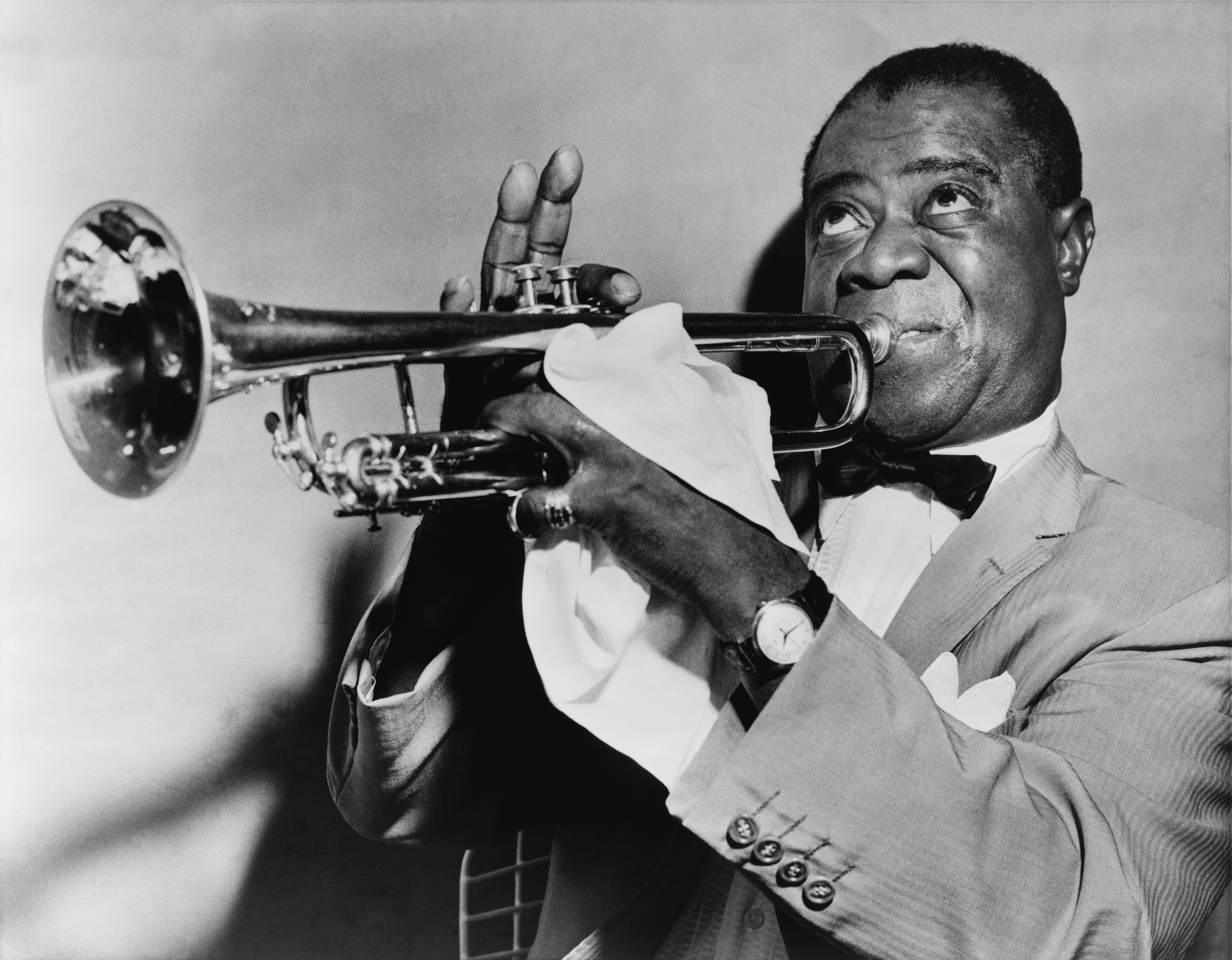
Louis Armstrong, 1953

- 04. August: Louis Armstrong, US-amerikanischer Jazztrompeter und Sänger († 1971)
- 05. August: Margarita Abella Caprile, argentinische Schriftstellerin († 1960)
- 05. August: Claude Autant-Lara, französischer Filmregisseur († 2000)
- 06. August: Dutch Schultz, US-amerikanischer Krimineller († 1935)
- 07. August: Konrad Heiden, deutscher Journalist und Schriftsteller († 1966)
- 08. August: Josef Blaß, deutscher Ingenieur und Hochschullehrer († 1972)
- 08. August: Ernest O. Lawrence, US-amerikanischer Atomphysiker († 1958)
- 09. August: Felix Hurdes, österreichischer Politiker, Mitbegründer der ÖVP († 1974)
- 10. August: Mona Rüster, deutsche Tischtennisspielerin († 1976)
- 11. August: Guido Agosti, italienischer Pianist († 1989)
- 11. August: Karl Schulz, deutscher Fußballspieler († 1971)
- 12. August: Anton Lamprecht, deutscher Maler († 1984)
- 14. August: William Hutchinson, britischer Automobilrennfahrer († 1959)
- 14. August: Franz Konwitschny, deutscher Dirigent und Kapellmeister († 1962)
- 14. August: Alice Rivaz, Schweizer Schriftstellerin († 1998)
- 14. August: Mercedes Comaposada, spanische Pädagogin, Journalistin, Feministin und Anarchistin († 1994)
- 14. August: Paul Senn, Schweizer Fotograf († 1953)
- 15. August: Pierre Caron, französischer Drehbuchautor, Filmregisseur und -produzent († 1971)
- 15. August: Arnulfo Arias, Präsident von Panama († 1988)
- 15. August: Hans Lorbeer, deutscher Schriftsteller († 1973)
- 17. August: Heðin Brú, färöischer Schriftsteller († 1987)
- 17. August: László Hartmann, ungarischer Automobilrennfahrer († 1938)
- 17. August: Irena Kurpisz-Stefanowa, polnische Pianistin und Musikpädagogin († 1994)
- 20. August: Salvatore Quasimodo, italienischer Lyriker und Kritiker († 1968)
- 21. August: Edward Thomas Copson, britischer Mathematiker († 1980)
- 22. August: Dmitri Tschetschulin, russischer Architekt († 1981)
- 23. August: Karl Bechert, deutscher Politiker († 1981)
- 25. August: Kjeld Abell, dänischer Schriftsteller († 1961)
- 26. August: Chen Yi, chinesischer Armeeführer und Politiker († 1972)
- 26. August: Maxwell Taylor, General und Diplomat der Vereinigten Staaten († 1987)
- 26. August: Tullio Campagnolo, italienischer Radsportler, Gründer der Firma Campagnolo († 1983)
- 27. August: Ernst Wilm, deutscher Pfarrer und Kirchenfunktionär († 1989)
- 27. August: Fritz Berg, Unternehmer, 1. BDI-Vorsitzender nach 1945 († 1979)
- 27. August: Heinrich Hauser, deutscher Schriftsteller und Fotograf († 1955)
- 27. August: Pierre Villon, Résistance-Mitglied, Gründer der Zeitung L’Humanité, Politiker († 1980)
- 30. August: Felix Abraham, deutscher Arzt († 1937 oder 1938)
- 30. August: Wilhelm Szabo, französischer Dichter, Poet, Autor, Übersetzer und Lehrer († 1986)

### September
- 01. September: Bolesław Filipiak, Kardinal der römisch-katholischen Kirche († 1978)
- 01. September: Theodor Maunz, deutscher Verwaltungsrechtler († 1993)
- 02. September: Adolph Rupp, US-amerikanischer Basketballtrainer († 1977)
- 02. September: Wolf von Kahlden, deutscher Brigadegeneral, Angehöriger der Organisation Gehlen († 1979)
- 02. September: Else Meidner, deutsche Grafikerin und Malerin († 1987)
- 03. September: José Bohr, Sänger, Komponist, Schauspieler und Regisseur († 1994)
- 03. September: A. E. Johann, Journalist, Schriftsteller († 1996)
- 04. September: Ahmet Kutsi Tecer, türkischer Dichter und Politiker († 1967)
- 04. September: William Lyons, Gründer der Automarke Jaguar († 1985)
- 06. September: Wildcat Wilson, US-amerikanischer American-Football-Spieler († 1963)
- 08. September: Harold Joseph Connolly, kanadischer Journalist und Premierminister († 1980)
- 08. September: William Oliver, britischer Stadtkommandant († 1981)
- 08. September: Hendrik Frensch Verwoerd, südafrikanischer Soziologe und Politiker († 1966)
- 09. September: Lew Schubnikow, russischer Physiker († 1937)
- 10. September: Adolf Fux, Schweizer Politiker und Schriftsteller († 1974)
- 11. September: Hans Mühlenfeld, deutscher Politiker († 1969)
- 11. September: Joachim Maass, deutscher Schriftsteller und Lyriker († 1972)
- 12. September: Ernst Pepping, deutscher Komponist († 1981)
- 12. September: Ramón Serrano Súñer, spanischer Politiker († 2003)
- 13. September: Walter Menzel, deutscher Politiker († 1963)
- 13. September: Friedel Nowack, deutsche Schauspielerin († 1988)
- 14. September: Andrei Andrejewitsch Wlassow, russischer General († 1946)
- 14. September: Arthur Welti, Schweizer Radiopionier († 1961)
- 15. September: Walter Bader, deutscher Archäologe und Denkmalschützer († 1986)
- 15. September: Alfred Gille, deutscher Politiker († 1971)
- 15. September: Liselotte Welskopf-Henrich, deutsche Schriftstellerin und Althistorikerin († 1979)
- 16. September: Hans Joachim Breustedt, deutscher Maler und Grafiker († 1984)
- 17. September: Karl Albert Aberle, deutscher Verleger und Politiker († 1963)
- 17. September: Michelangelo Bernasconi, italienischer Ruderer († 1943)
- 17. September: Francis Chichester, britischer Weltumsegler und Luftfahrer († 1972)
- 17. September: Gunnar Kalén, schwedischer Motorradrennfahrer († 1934)
- 19. September: Ludwig von Bertalanffy, österreichischer Biologe und Naturforscher († 1972)
- 19. September: Hermann Heimpel, deutscher Historiker († 1988)
- 20. September: Rudolf Brunngraber, österreichischer Schriftsteller, Journalist, Maler († 1960)
- 20. September: Gus Edson, US-amerikanischer Cartoonist und Comiczeichner († 1966)
- 21. September: Georg Rasch, dänischer Statistiker († 1980)
- 21. September: Hans Hansen Palmus, niederdeutscher Heimatdichter († 1989)
- 22. September: Charles Brenton Huggins, kanadisch-US-amerikanischer Chirurg († 1997)
- 22. September: Pieter Muntendam, niederländischer Mediziner und Politiker († 1986)
- 23. September: Josef von Matt, Schweizer Schriftsteller in Nidwaldner Mundart, Buchhändler, Verleger und Antiquar († 1988)
- 23. September: Jaroslav Seifert, tschechischer Schriftsteller († 1986)
- 23. September: Ruth Andreas-Friedrich, Widerstandskämpferin gegen den Nationalsozialismus, Schriftstellerin († 1977)
- 24. September: Alexandra Adler, Neurologin, Psychiaterin und Spezialistin für Gehirn-Traumata († 2001)
- 24. September: Georg Appell, deutscher Politiker († 1970)
- 25. September: Robert Bresson, französischer Filmregisseur († 1999)
- 25. September: Carlos Suffern, argentinischer Komponist († 1991)
- 26. September: Edith Potter, amerikanische Pathologin († 1993)
- 26. September: George Raft, US-amerikanischer Schauspieler († 1980)
- 27. September: Alexander Camaro, deutscher Maler († 1992)
- 27. September: Verda James, US-amerikanische Politikerin († 1991)
- 28. September: Kurt Friedrichs, deutsch-amerikanischer Mathematiker († 1982)

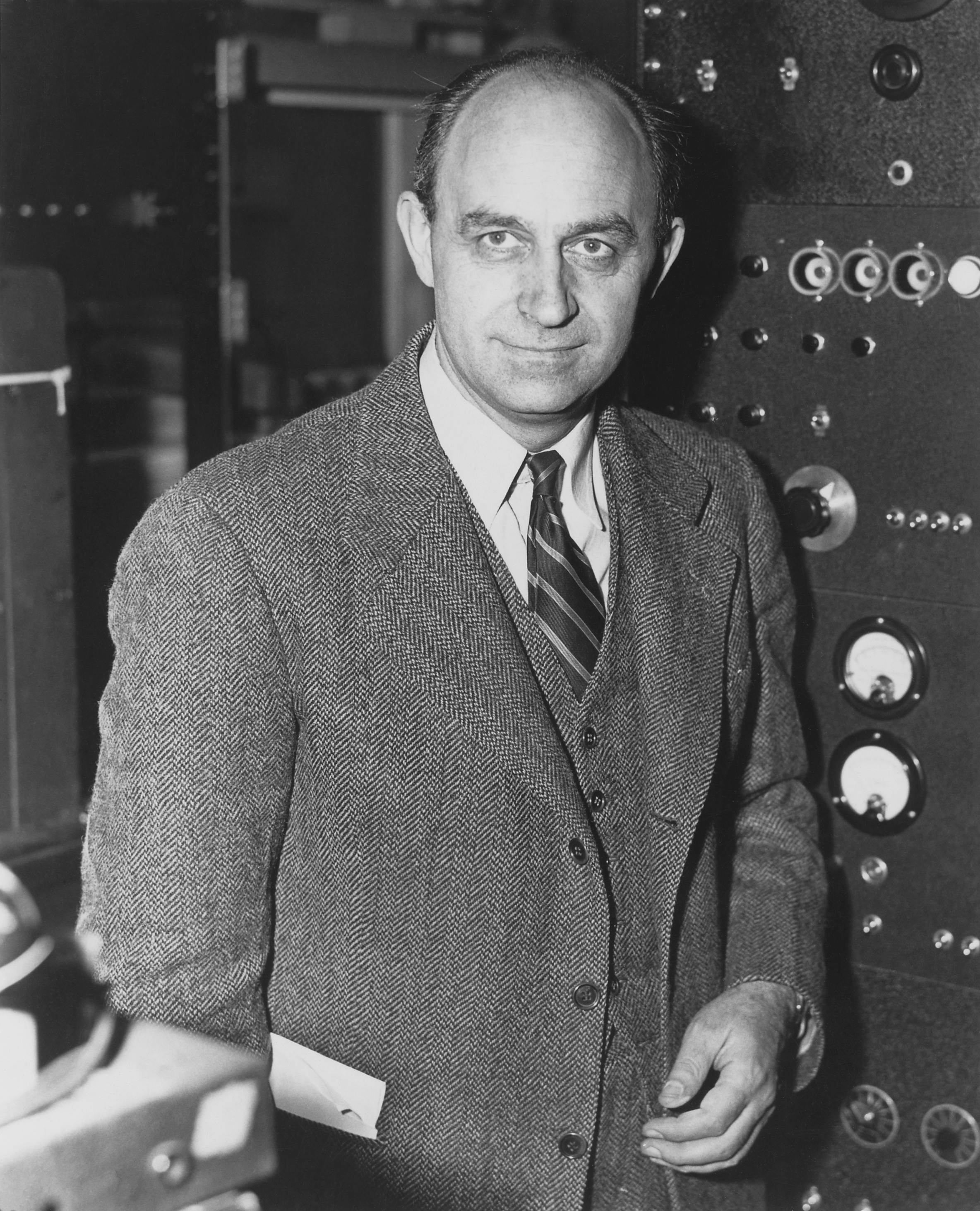
Enrico Fermi

- 29. September: Enrico Fermi, italienischer Kernphysiker († 1954)
- 28. September: Ed Sullivan, US-amerikanischer Entertainer und Moderator († 1974)
- 29. September: Lanza del Vasto, italienischer Philosoph und Dichter († 1981)
- 30. September: Marcello Casanova, italienischer Ruderer († 1981)
- 30. September: Oskar Ritter, deutscher Fußballspieler († 1985)
- 30. September: Paul Thalmann, Schweizer Autor und Widerstandskämpfer im Spanischen Bürgerkrieg († 1980)

### Oktober
- 01. Oktober: José Leandro Andrade, uruguayischer Fußballspieler († 1957)
- 02. Oktober: Walther Aeschbacher, Schweizer Dirigent und Komponist († 1969)
- 02. Oktober: Thomas Henry Raymond Ashton, britischer Peer und Politiker († 1983)
- 02. Oktober: Alice Prin, französische Sängerin, Schauspielerin, Modell und Malerin († 1953)
- 03. Oktober: Jean Grémillon, französischer Filmregisseur († 1959)
- 04. Oktober: Alfred von Beckerath, deutscher Komponist und Dirigent († 1978)
- 04. Oktober: Tex Hamer, US-amerikanischer American-Football-Spieler († 1981)
- 05. Oktober: John Alton, US-amerikanischer Kameramann, Oscar-Preisträger († 1996)
- 06. Oktober: Harry Adaskin, kanadischer Geiger und Musikpädagoge († 1994)
- 06. Oktober: Leslie John S. Arliss, britischer Drehbuchautor und Filmregisseur († 1987)
- 06. Oktober: Wolfgang Langhoff, deutscher Schauspieler, Regisseur und Kommunist († 1966)
- 07. Oktober: Murano Shirō, japanischer Lyriker († 1975)
- 08. Oktober: Mark Oliphant, australischer Physiker († 2000)
- 09. Oktober: Jack Dunfee, britischer Automobilrennfahrer († 1975)
- 10. Oktober: Alberto Giacometti, Schweizer Plastiker († 1966)
- 11. Oktober: Emil Hlobil, tschechischer Komponist und Musikpädagoge († 1987)
- 12. Oktober: Gabriel-Marie Garrone, Erzbischof von Toulouse und Kardinal († 1994)
- 12. Oktober: Hanns Seidel, deutscher Politiker († 1961)
- 12. Oktober: Reinhold Rehs, deutscher Politiker († 1971)
- 14. Oktober: Otto Busch, deutscher Organist, Komponist und Musikpädagoge († 1985)
- 14. Oktober: Harry Stuhldreher, US-amerikanischer American-Football-Spieler und -Trainer († 1965)

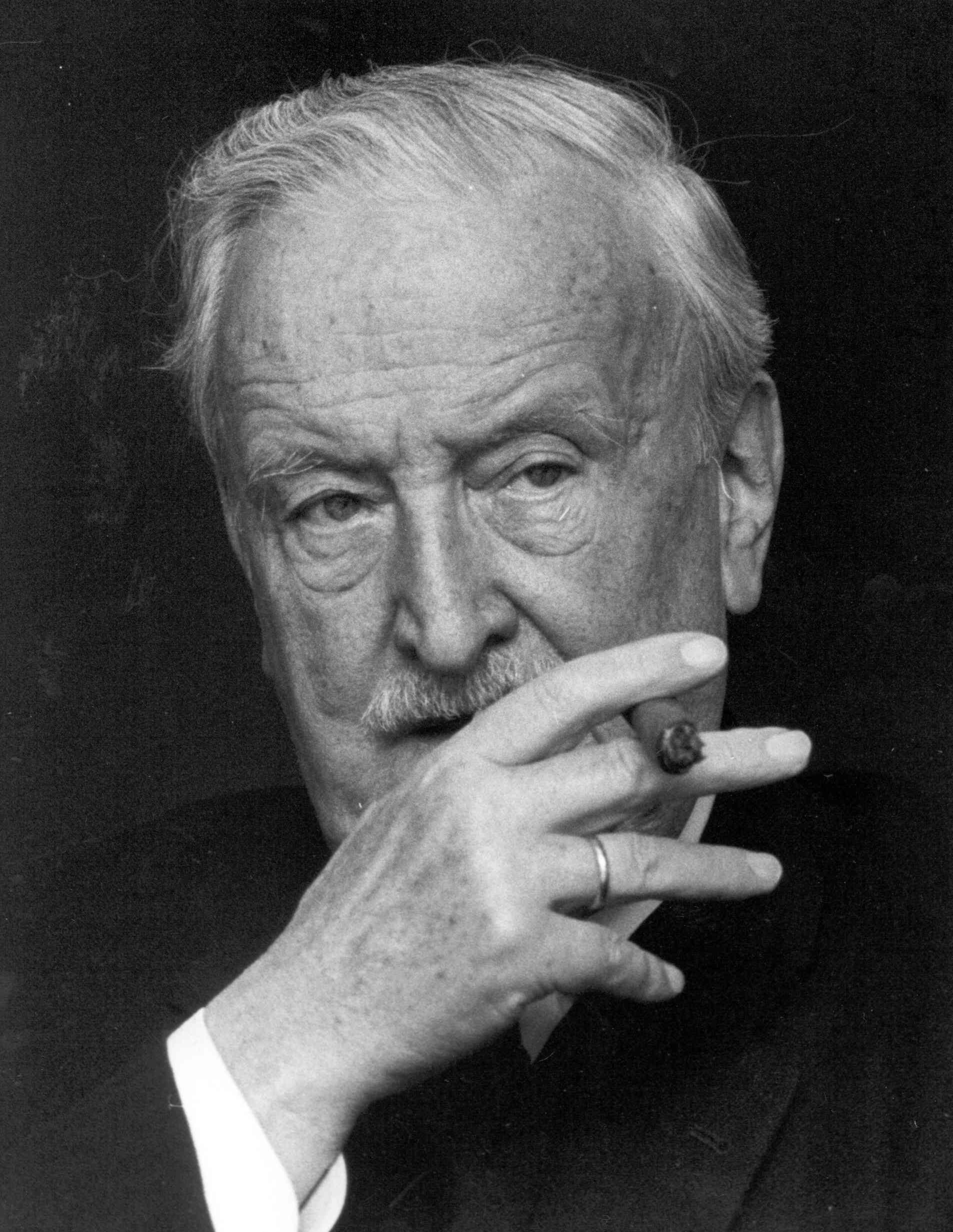
Hermann Josef Abs, 1970er

- 15. Oktober: Hermann Josef Abs, deutscher Bankmanager († 1994)
- 15. Oktober: Bernard von Brentano, deutscher Schriftsteller und Journalist († 1964)
- 15. Oktober: Franz Hartl, österreichischer Politiker († 1970)
- 16. Oktober: Fritz von Ameln, deutscher Politiker († 1970)
- 16. Oktober: Federico Munerati, italienischer Fußballspieler († 1980)
- 20. Oktober: Frank Churchill, US-amerikanischer Filmkomponist († 1942)
- 20. Oktober: Adelaide Hall, Jazz-Sängerin († 1993)
- 21. Oktober: Margarete Buber-Neumann, deutsche Publizistin († 1989)
- 22. Oktober: Jakob Annasohn, Schweizer Generalstabschef († 1983)
- 22. Oktober: Gustav Scheck, deutscher Flötist und von 1946 bis 1964 Direktor der Musikhochschule Freiburg († 1984)
- 23. Oktober: Albert Johann Anthony, deutscher Internist und Hochschullehrer († 1947)
- 23. Oktober: Willy Minz, Honorarprofessor der Universität zu Köln († 1972)
- 25. Oktober: Ike Mahoney, US-amerikanischer American-Football-Spieler († 1961)
- 26. Oktober: Herman Auerbach, polnischer Mathematiker († 1942)
- 28. Oktober: Franz Miltner, österreichischer Althistoriker und Archäologe († 1959)
- 29. Oktober: Daniil Alexandrowitsch Amfiteatrow, russisch-US-amerikanischer Komponist, Orchesterleiter und Filmkomponist († 1983)
- 29. Oktober: Ana Vela Rubio, spanische Altersrekordlerin († 2017)
- 31. Oktober: Cornelis Gijsbert Gerrit Jan van Steenis, niederländischer Botaniker († 1986)
- 31. Oktober: Claude Perry, US-amerikanischer American-Football-Spieler († 1975)

### November
- 01. November: Daniel Porthault, französischer Autorennfahrer († 1976)
- 01. November: Hans Heinz Stuckenschmidt, Musikkritiker († 1988)
- 03. November: André Malraux, französischer Schriftsteller und Politiker († 1976)

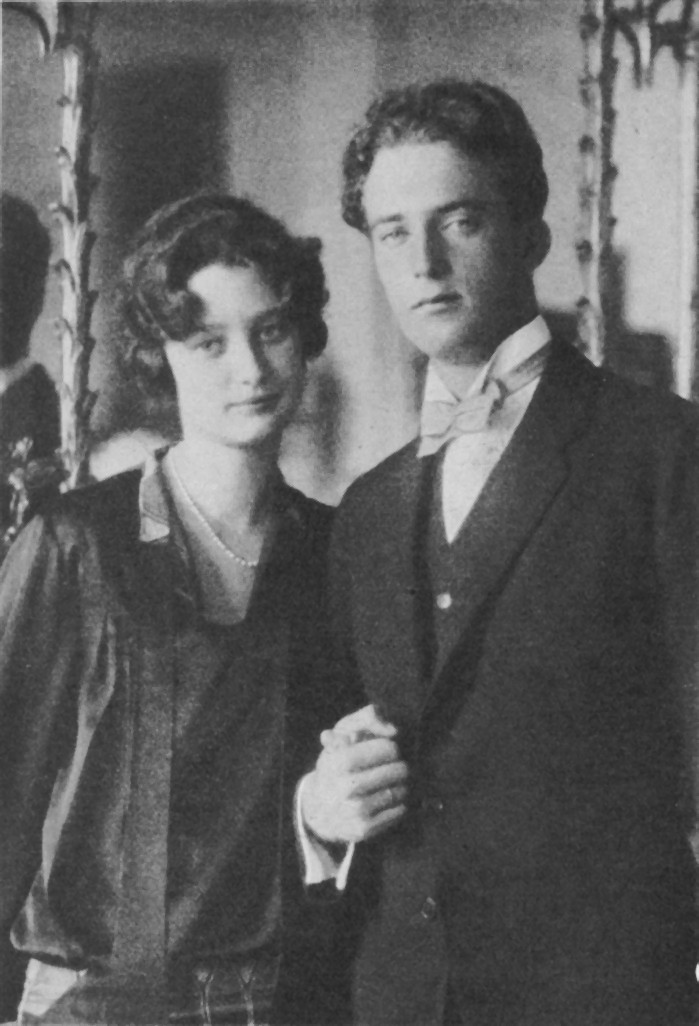
Leopold III.

- 03. November: Leopold III., König der Belgier († 1983)
- 04. November: Spyridon Marinatos, griechischer Archäologe († 1974)
- 05. November: Bruno Goller, deutscher Maler († 1998)
- 05. November: Kaionji Chōgorō, japanischer Schriftsteller († 1977)
- 06. November: Kathleen Mary Drew-Baker, britische Algologin († 1957)
- 07. November: Cecília Meireles, brasilianische Lyrikerin und Journalistin († 1964)
- 08. November: Gustave Antoine Abel, österreichischer Höhlenforscher († 1988)
- 08. November: Gheorghe Gheorghiu-Dej, rumänischer Politiker und Staatspräsident († 1965)
- 09. November: Eduard Marks, deutscher Schauspieler, Schauspiellehrer und Hörspielsprecher († 1981)
- 10. November: Paul Smets, deutscher Musikwissenschaftler, Glocken- und Orgelsachverständiger († 1960)
- 11. November: Magda Goebbels, Ehefrau von Joseph Goebbels († 1945)
- 11. November: Richard Lindner, US-amerikanischer Maler deutscher Herkunft († 1978)
- 12. November: Adolfo Mengotti, Schweizer Fußballspieler († 1984)
- 15. November: Gerhard Leibholz, deutscher Jurist († 1982)
- 15. November: Stanisław Szpinalski, polnischer Pianist und Musikpädagoge († 1957)
- 16. November: Fred von Hoerschelmann, deutscher Schriftsteller und Hörspielautor († 1976)
- 17. November: Lee Strasberg, Mitbegründer des 1931 entstandenen „Group Theatre“ († 1982)
- 17. November: Walter Hallstein, deutscher Politiker und Jurist († 1982)
- 17. November: Iwan Pyrjew, sowjetischer Filmregisseur († 1968)
- 19. November: Tadeusz Adamowski, polnischer Eishockeyspieler und -trainer († 1994)
- 19. November: Nina Bari, russische Mathematikerin († 1961)
- 19. November: Berta Drews, deutsche Schauspielerin († 1987)
- 19. November: Otway Herbert, britischer Offizier († 1984)
- 20. November: José Leandro Andrade, uruguayischer Fußballspieler († 1957)
- 21. November: Thawan Thamrongnawasawat, thailändischer Politiker und Premierminister († 1988)
- 22. November: Joaquín Rodrigo, spanischer Komponist († 1999)
- 23. November: Marieluise Fleißer, deutsche Schriftstellerin († 1974)
- 24. November: Hans Eiden, deutscher Politiker und Widerstandskämpfer († 1950)
- 24. November: Friedrich Heinrichsen, deutscher Schriftkünstler († 1980)
- 24. November: William Henry Vanderbilt III, US-amerikanischer Politiker († 1981)
- 25. November: Rudolf Höß, deutscher Kommandant des Vernichtungslagers Auschwitz († 1947)
- 25. November: Adele Kern, deutsche Opern- und Operettensängerin († 1980)
- 25. November: Arthur Liebehenschel, deutscher Nationalsozialist († 1948)
- 25. November: Tibor Serly, ungarischer Komponist († 1978)
- 28. November: Edwina Mountbatten, Countess Mountbatten of Burma, Ehefrau des letzten Vizekönigs von Indien († 1960)
- 28. November: Walter Havighurst, US-amerikanischer Schriftsteller und Historiker († 1994)
- 28. November: Robert Urquhart, britischer Offizier († 1988)
- 29. November: Rudolf Bäumer, deutscher Politiker († 1973)
- 30. November: Erich Burck, deutscher Altphilologe († 1994)

### Dezember
- 02. Dezember: Ida Friederike Görres, Schriftstellerin († 1971)
- 02. Dezember: Raimundo Bibian Mumo Orsi, argentinisch-italienischer Fußballspieler († 1986)
- 03. Dezember: Eugen Hund, deutscher politischer Funktionär († 1975)
- 04. Dezember: Michail Rafailowitsch Rauchwerger, russischer Komponist († 1989)

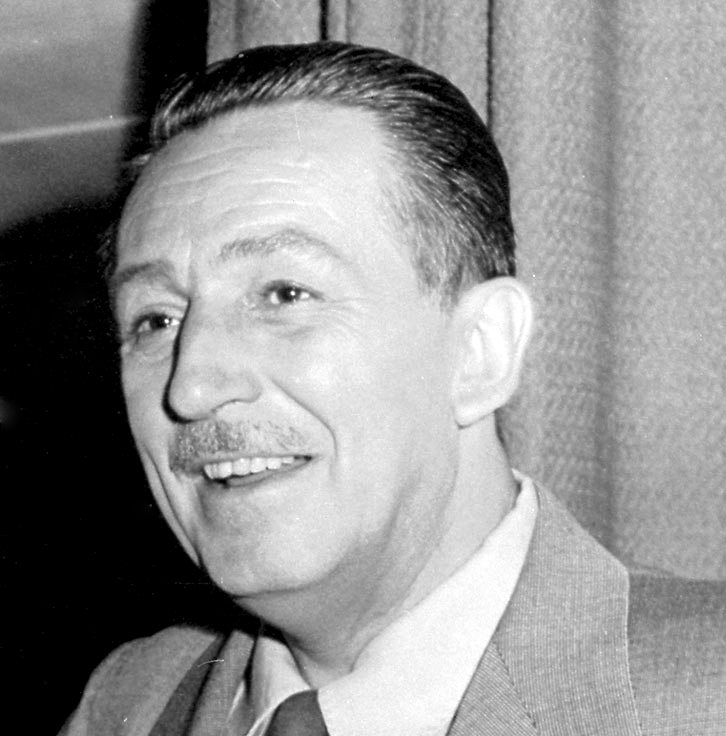
Walt Disney, 1954

- 05. Dezember: Walt Disney, US-amerikanischer Trickfilm-Produzent, Erfinder von Micky Maus und Co († 1966)
- 05. Dezember: Hanns Jelinek, österreichischer Komponist und Musikpädagoge († 1969)
- 05. Dezember: Franz Königshofer, österreichischer Komponist und Professor († 1970)

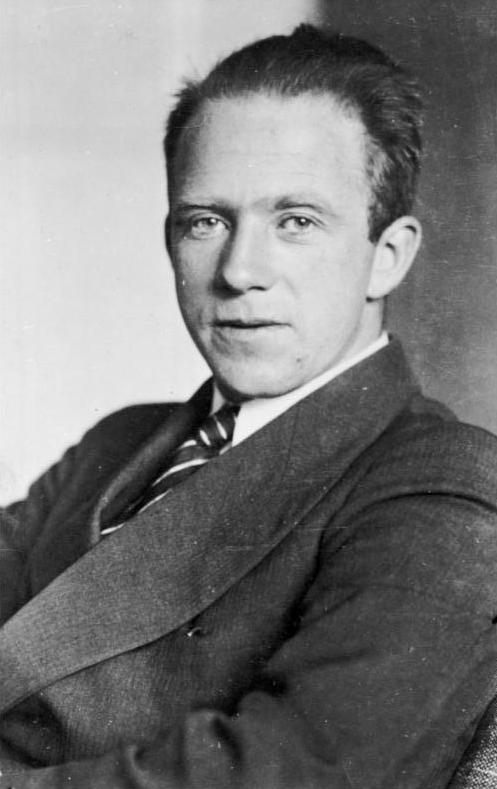
Werner Heisenberg, 1933

- 05. Dezember: Werner Heisenberg, Physiker, Nobelpreisträger († 1976)
- 05. Dezember: Henri Trébor, französischer Automobilrennfahrer († 1969)
- 07. Dezember: Lily Abegg, Schweizer Journalistin und Autorin († 1974)
- 07. Dezember: Robert Bach, deutscher Politiker und MdB († 1976)
- 07. Dezember: Annemarie Marks-Rocke, deutsche Schauspielerin († 2004)
- 09. Dezember: Ödön von Horváth, österreichischer Schriftsteller († 1938)
- 09. Dezember: Lawrence Edward Watkin, US-amerikanischer Schriftsteller und Drehbuchautor († 1981)
- 10. Dezember: Karandasch, russischer Clown († 1983)
- 12. Dezember: Howard Koch, US-amerikanischer Drehbuchautor († 1995)
- 12. Dezember: Jean Rudolf von Salis, Schweizer Historiker, Schriftsteller und Publizist († 1996)
- 12. Dezember: Paul Sethe, deutscher Publizist und Journalist  († 1967)
- 13. Dezember: Friedrich Gschweidl, österreichischer Fußballspieler und Trainer († 1970)
- 14. Dezember: Paul, griechischer König (von 1947 bis 1964) († 1964)
- 16. Dezember: Margaret Mead, US-amerikanische Anthropologin und Ethnologin († 1978)
- 17. Dezember: Friedrich Damann Andam, deutscher Schriftsteller, Drehbuchautor und Filmmanager († 1969)
- 18. Dezember: Fritz-Erdmann Klingner, deutscher Geologe († 1945)
- 18. Dezember: Francis J. Myers, US-amerikanischer Politiker († 1956)
- 19. Dezember: Rudolf Hell, deutscher Erfinder († 2002)
- 19. Dezember: Kurt Friedrich, deutscher Motorradrennfahrer († 1995)
- 19. Dezember: Oliver La Farge, US-amerikanischer Anthropologe und Autor († 1963)
- 20. Dezember: Robert Jemison Van de Graaff, US-amerikanischer Physiker († 1967)
- 21. Dezember: Abraham Meister, deutscher evangelischer Theologe, Bibellehrer und Bibelübersetzer († 1990)
- 22. Dezember: Fritz Gils, deutscher Künstler († 1957)
- 23. Dezember: Jakub Berman, polnischer stalinistischer Politiker († 1984)
- 24. Dezember: Otto Basil, österreichischer Schriftsteller, Publizist und Journalist († 1983)
- 24. Dezember: Enrique Mejía Arredondo, dominikanischer Komponist und Dirigent († 1951)
- 25. Dezember: Alice, Herzogin von Gloucester, Tante von Königin Elisabeth II. († 2004)
- 25. Dezember: Eduard Bargheer, deutscher Maler († 1979)
- 25. Dezember: Milada Horáková, tschechoslowakische Frauenrechtlerin († 1950)

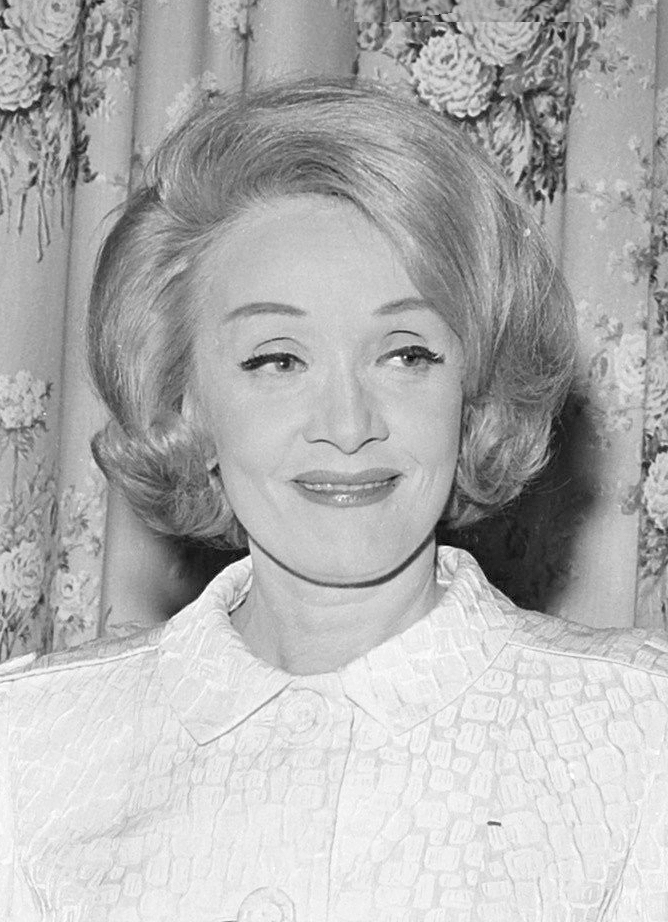
Marlene Dietrich, 1963

- 27. Dezember: Marlene Dietrich, deutsch-US-amerikanische Schauspielerin und Sängerin († 1992)
- 27. Dezember: Stanley William Hayter, britischer Maler und Grafiker († 1988)
- 28. Dezember: Thomas Cooray, Erzbischof von Colombo und Kardinal († 1988)
- 31. Dezember: Lionel Daunais, kanadischer Sänger, Opernregisseur und Komponist († 1982)

### Genaues Geburtsdatum unbekannt
- Sabih Arca, türkischer Fußballspieler und -funktionär († 1979)
- Roland Gregory Austin, britischer Altphilologe († 1974)
- Ghulam Mohammad Farhad, afghanischer Politiker († 1984)
- André Trottier, kanadischer Sänger (Bass) (Todesdatum unbekannt)

## Gestorben

### Erstes Quartal
- 01. Januar: C. W. Damodaram Pillai, tamilischer Philologe (* 1832)
- 01. Januar: Ignatius Donnelly, US-amerikanischer Jurist und Politiker (* 1831)
- 01. Januar: Sophus Schandorph, dänischer Schriftsteller (* 1836)
- 06. Januar: James W. Bradbury, US-amerikanischer Politiker (* 1802)
- 11. Januar: Wassili Kalinnikow, russischer Komponist (* 1866)
- 13. Januar: Jules Cohen, französischer Komponist und Organist (* 1830)
- 14. Januar: Charles Hermite, französischer Mathematiker (* 1822)
- 15. Januar: Gottlieb Viehe, deutscher evangelischer Missionar (* 1839)
- 16. Januar: Arnold Böcklin, Schweizer Maler, Zeichner, Graphiker und Bildhauer (* 1827)
- 16. Januar: Hiram Rhodes Revels, US-amerikanischer Politiker (* 1827)
- 17. Januar: Jacob Georg Agardh, schwedischer Botaniker (* 1813)
- 19. Januar: Bernhard Danckelmann, deutscher Forstbeamter und Forstwissenschaftler (* 1831)
- 20. Januar: Zénobe Gramme, belgischer Elektriker und Konstrukteur (* 1826)
- 21. Januar: Elisha Gray, US-amerikanischer Lehrer, Erfinder und Unternehmer (* 1835)
- 22. Januar: Victoria, Königin von Großbritannien (* 1819)

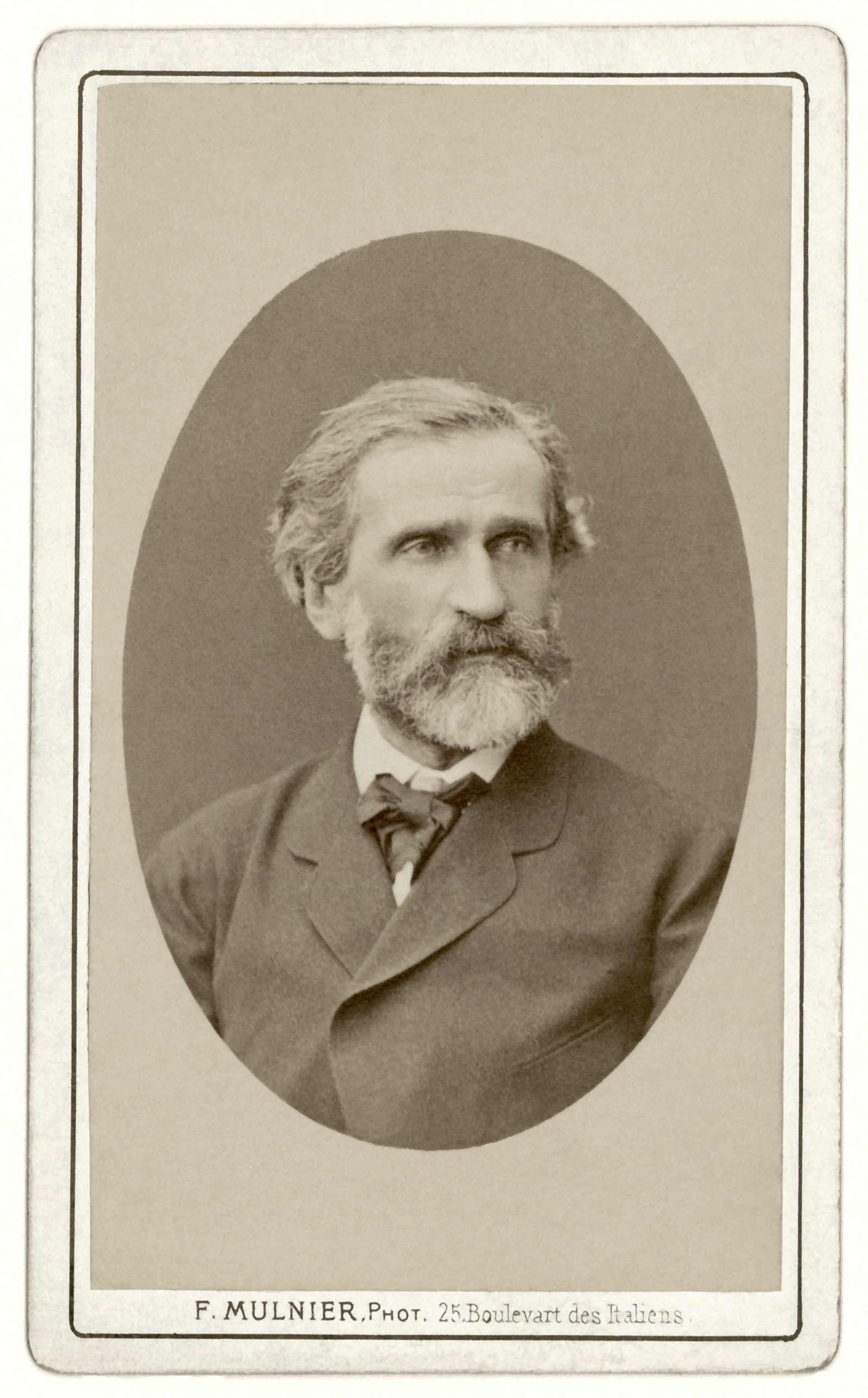
Giuseppe Verdi, ca. 1870

- 27. Januar: Giuseppe Verdi, italienischer Komponist (* 1813)
- 07. Februar: Oskar Schlömilch, deutscher Mathematiker (* 1823)
- 08. Februar: Bernhard Schwarz, deutscher Afrikaforscher (* 1844)
- 09. Februar: Serhij Hruschewskyj, ukrainischer Slawist und Pädagoge (* 1830)
- 09. Februar: Severiano de Heredia, französischer Politiker (* 1836)
- 10. Februar: Max von Pettenkofer, deutscher Chemiker und Hygieniker (* 1818)
- 11. Februar: Ramón de Campoamor y Campoosorio, spanischer Dichter und Politiker (* 1817)
- 11. Februar: Milan I. Obrenović, serbischer König (* 1854)
- 11. Februar: Henry Willis, englischer Orgelbauer (* 1821)
- 14. Februar: Edward Stafford, Premierminister von Neuseeland (* 1819)
- 15. Februar: Karl Gottfried Mäser, deutscher mormonischer Theologe und Pädagoge (* 1828)
- 15. Februar: Gustav Hermann Schulze, sächsischer Jurist, Justizrat, Historiker und Heimatforscher der Oberlausitz (* 1833)
- 16. Februar: Truman Everts, US-amerikanischer Forscher (* 1816)
- 21. Februar: Emil Hübner, deutscher Altphilologe und Epigraphiker (* 1834)
- 21. Februar: Otto Kallsen, deutscher Lehrer und Schriftsteller (* 1822)
- 22. Februar: Charles David Anderson, US-amerikanischer Plantagenbesitzer, Geschäftsmann, Jurist und General (* 1827)
- 22. Februar: George Francis FitzGerald, irischer Philosoph (* 1851)
- 22. Februar: Georg Friedrich Steinmeyer, deutscher Orgelbauer (* 1819)
- 26. Februar: Léonce Cohen, französischer Komponist (* 1829)
- 01. März: Karl Gustav Ackermann, deutscher Politiker (* 1820)
- 01. März: Bernhard Erdmannsdörffer, deutscher Historiker (* 1833)
- 05. März: Karl Biedermann, deutscher Politiker und Professor (* 1812)

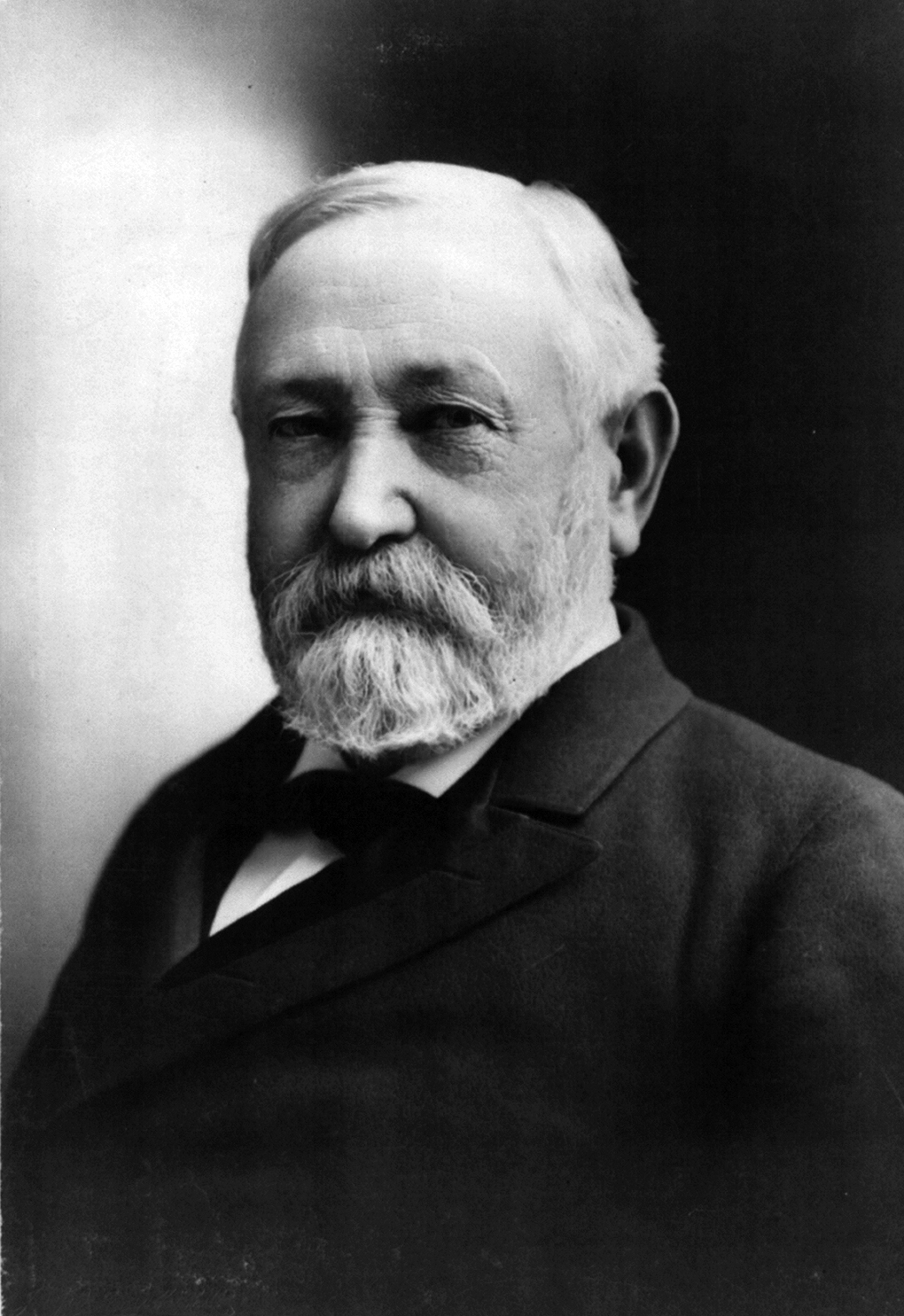
Benjamin Harrison

- 13. März: Benjamin Harrison, 23. Präsident der USA (* 1833)
- 13. März: Max Georg Schubert, deutscher Industrieller (* 1840)
- 20. März: Charles de Dompierre d’Hornoy, französischer Admiral und Politiker (* 1816)
- 31. März: John Stainer, englischer Organist und Komponist (* 1840)

### Zweites Quartal
- 01. April: Ernst Andolt, deutscher Schriftsteller, Jurist und Politiker (* 1826)
- 04. April: George Thomas Anderson, US-amerikanischer General (* 1824)
- 15. April: Václav Brožík, tschechischer Maler (* 1851)
- 15. April: Leopold Magenbauer, rumäniendeutscher Komponist, Chorleiter und Lehrer (* 1834)
- 16. April: Henry Augustus Rowland, US-amerikanischer Physiker (* 1848)
- 18. April: James Monroe Deems, US-amerikanischer Komponist und Brigadier-General im Sezessionskrieg (* 1818)
- 20. April: Charles C. Stockley, US-amerikanischer Politiker (* 1819)
- 28. April: Paule Mink, französische Feministin (* 1839)
- 30. April: Franz Susemihl, deutscher Altphilologe (* 1826)
- 05. Mai: Mariano Ignacio Prado, von 1865 bis 1868 und 1876 bis 1879 peruanischer Staatspräsident (* 1826)
- 07. Mai: Fritze Bollmann, Original (* 1852)
- 09. Mai: Louis Preller, deutscher Landschafts- und Marinemaler (* 1822)
- 10. Mai: Georg Christian Dieffenbach, deutscher Pfarrer und Dichter (* 1822)
- 18. Mai: Albert Auguste Gicquel des Touches, französischer Marineoffizier und Politiker (* 1818)
- 19. Mai: Marthinus Wessel Pretorius, erster Präsident der Südafrikanischen Republik (* 1819)
- 30. Mai: Victor D’Hondt, belgischer Jurist (* 1841)
- 01. Juni: Kosma Terentjewitsch Soldatjonkow, russischer Unternehmer, Mäzen und Herausgeber (* 1818)
- 11. Juni: William J. Samford, US-amerikanischer Politiker (* 1844)
- 13. Juni: Leopoldo Alas, spanischer Schriftsteller (* 1852)
- 13. Juni: Arthur Sturgis Hardy, kanadischer Politiker (* 1837)
- 18. Juni: Josip Murn, slowenischer Lyriker (* 1879)
- 19. Juni: Person Colby Cheney, US-amerikanischer Politiker (* 1828)
- 20. Juni: Alexander Forrest, australischer Entdecker und Forschungsreisender (* 1849)
- 28. Juni: Henry Appia, Schweizer evangelischer Geistlicher (* 1861)

### Drittes Quartal
- 01. Juli: Viktor von Grumbkow, preußischer Generalmajor (* 1849)
- 01. Juli: James H. Kyle, US-amerikanischer Politiker (* 1854)
- 02. Juli: Theodor Arndt, deutscher Theologe (* 1850)
- 02. Juli: Heinrich Xaver Sieger, deutscher Unternehmer (* 1849)
- 04. Juli: Johannes Schmidt, deutscher Sprachwissenschaftler (* 1843)
- 06. Juli: Chlodwig zu Hohenlohe-Schillingsfürst, deutscher Staatsmann (* 1819)

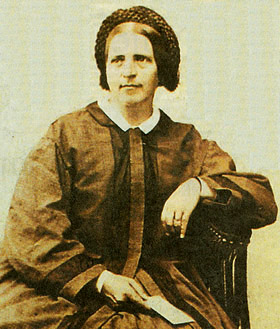
Johanna Spyri

- 07. Juli: Johanna Spyri, Schweizer Schriftstellerin (* 1827)
- 12. Juli: Federico Errázuriz Echaurren, chilenischer Politiker (* 1850)
- 12. Juli: Richard B. Hubbard, US-amerikanischer Politiker (* 1832)
- 18. Juli: Alfredo Piatti, italienischer Cellovirtuose und Komponist (* 1822)
- 21. Juli: Félix Joseph Henri de Lacaze-Duthiers, französischer Physiologe und Zoologe (* 1821)
- 21. Juli: Isaak Mautner, böhmischer Textilindustrieller (* 1824)
- 22. Juli: Alfred Agricola, deutscher Reichsgerichtsrat (* 1824)
- 29. Juli: Adolf Bleichert, deutscher Unternehmer und Wegbereiter des Seilbahnbaus (* 1845)
- 30. Juli: Herbert Baxter Adams, US-amerikanischer Historiker und Hochschullehrer (* 1850)
- 30. Juli: Richard Felix von Arnim, preußischer Offizier (* 1831)
- 03. August: Louis Grivart, französischer Politiker (* 1829)
- 05. August: Kaiserin Victoria, preußische Königin und deutsche Kaiserin (* 1840)
- 08. August: Ferdinand Christian Gustav Arnold, deutscher Botaniker (* 1828)
- 08. August: William A. Newell, US-amerikanischer Politiker (* 1817)
- 08. August: Alfred Vaucher, Schweizer Mediziner und Politiker (* 1833)
- 10. August: Otto von Faber du Faur, deutscher Schlachtenmaler und Offizier (* 1828)
- 11. August: Francesco Crispi, italienische Revolutionär, Politiker und Ministerpräsident (* 1818)
- 12. August: Adolf Erik Nordenskiöld, finnisch-schwedischer Polarforscher (* 1832)
- 15. August: Karl Weinhold, deutscher Germanist (* 1823)
- 17. August: Edmond Audran, französischer Organist und Komponist (* 1840)
- 19. August: Josef Kaizl, tschechischer Politiker (* 1854)
- 21. August: Adolf Fick, deutscher Physiologe (* 1829)
- 24. August: Gunnar Wennerberg, schwedischer Dichter, Komponist, Beamter und Politiker (* 1817)
- 27. August: Rudolf Haym, deutscher Philosoph und Literaturhistoriker (* 1821)
- 28. August: William Black Anderson, US-amerikanischer Politiker (* 1830)
- 29. August: Charles A. Busiel, US-amerikanischer Politiker (* 1842)
- 08. September: Johannes von Miquel, preußischer Politiker und Reformator (* 1828)
- 09. September: Georg Wilhelm Schulze, deutscher Pastor (* 1829)
- 09. September: Andreas Franz Wilhelm Schimper, deutscher Botaniker und Universitätsprofessor (* 1856)

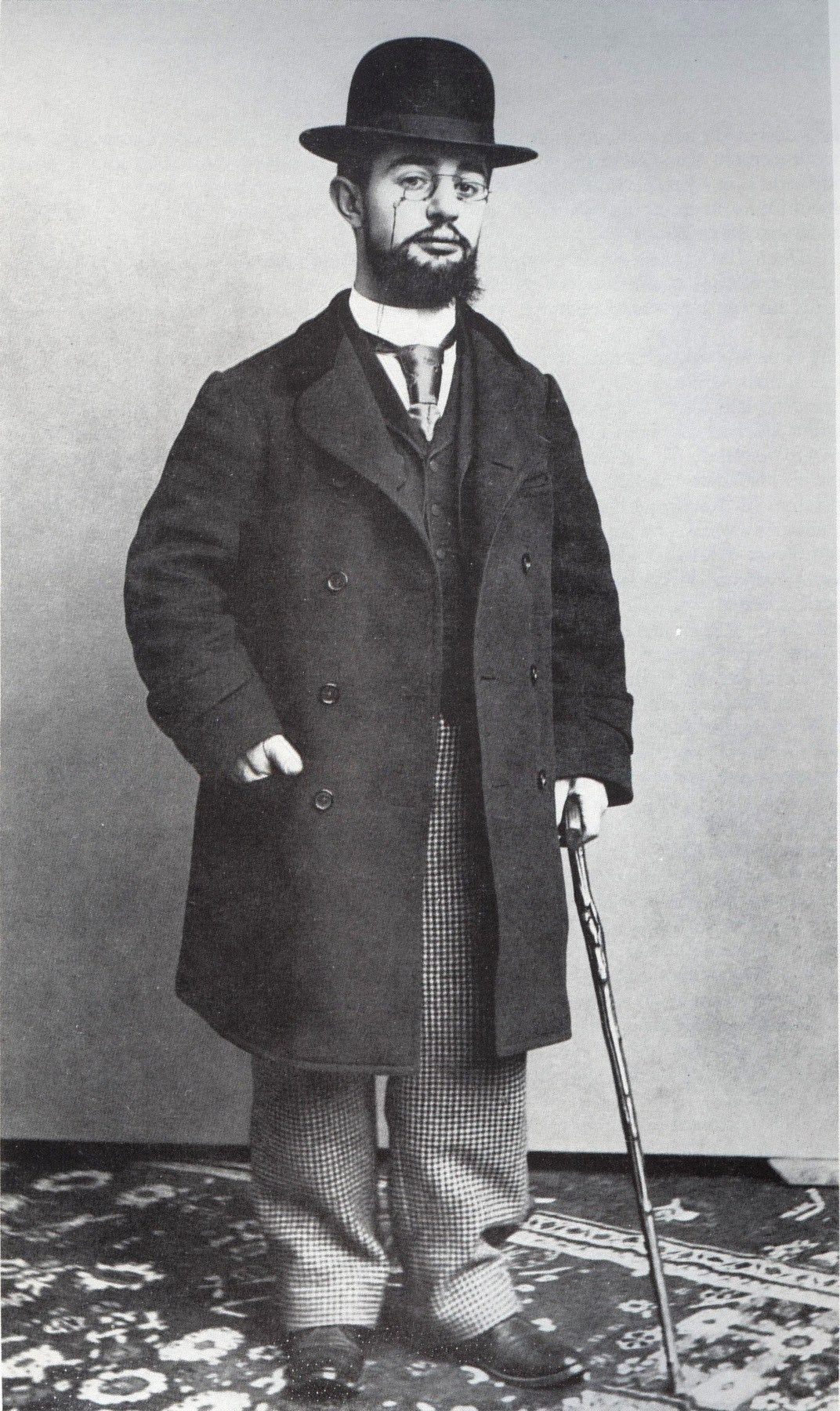
Henri de Toulouse-Lautrec

- 09. September: Henri de Toulouse-Lautrec, französischer Maler (* 1864)
- 14. September: William McKinley, 25. Präsident der USA (* 1843)
- 14. September: Heinrich Weidt, deutscher Komponist, Dirigent und Chorleiter (* 1824)
- 15. September: Carl Philipp Euler, deutscher Turnpädagoge und Schriftsteller (* 1828)
- 22. September: Ignacy Maciejowski, polnischer Schriftsteller, Dramatiker und Literaturkritiker (* 1835)
- 23. September: Alfred Pernice, Professor für römisches Recht (* 1841)

### Viertes Quartal
- 01. Oktober: Abdur Rahman Khan, Emir von Afghanistan (* 1844)
- 04. Oktober: Georg Sibbern, norwegischer Politiker und Diplomat (* 1816)
- 10. Oktober: Lorenzo Snow, Präsident der Kirche Jesu Christi der Heiligen der Letzten Tage (* 1814)
- 12. Oktober: Georg Kaibel, deutscher Altphilologe (* 1849)
- 15. Oktober: Ida Seele, deutsche Kindergärtnerin des Fröbelkindergartens (* 1825)
- 17. Oktober: Michał Bałucki, polnischer Schriftsteller (* 1837)
- 21. Oktober: Friedrich Preller der Jüngere, deutscher Landschafts- und Marinemaler (* 1838)
- 23. Oktober: Georg von Siemens, deutscher Bankier (* 1839)
- 26. Oktober: Alfred Tysoe, britischer Leichtathlet und Olympiasieger (* 1874)
- 28. Oktober: Paul Rée, deutscher Philosoph, Empirist (* 1849)
- 29. Oktober: Leon Czolgosz,  US-amerikanischer Arbeiter und Attentäter polnischer Herkunft (* 1873)
- 06. November: Kate Greenaway, englische Aquarellmalerin und Illustratorin von Kinderbüchern (* 1846)
- 07. November: Li Hongzhang, chinesischer General (* 1823)
- 09. November: Halil Rifat Pascha, Großwesir des Osmanischen Reiches (* 1827)
- 12. November: Johann Baptist Gaudy, Schweizer Kaufmann, Bankier und Politiker (* 1831)
- 13. November: Walter Meyer, Schweizer Landwirt und Politiker (* 1837)
- 14. November: James Henry Mapleson, englischer Opernimpresario (* 1830)
- 16. November: Martin Blumner, deutscher Komponist und Musiktheoretiker (* 1827)
- 20. November: Ludwig Helfenstein, deutscher Jurist, Hochschullehrer, Publizist und Politiker (* 1825)
- 21. November: Adolf Brecher, deutscher Pädagoge und Historiker (* 1836)
- 23. November: Cella Thoma, Malerin und Ehefrau des Malers Hans Thoma (* 1858)
- 24. November: Heinrich Urban, deutscher Komponist, Geiger und Musikpädagoge (* 1837)
- 25. November: Josef Gabriel Rheinberger, Liechtensteiner Komponist (* 1839)
- 28. November: Heinrich Gottfried Philipp Gengler, deutscher Rechtshistoriker, Geheimrat und Universitätsprofessor (* 1817)
- 29. November: Francisco Pi i Margall, ein spanischer Politiker, Schriftsteller und Präsident der Ersten Spanischen Republik (* 1824)
- 29. November: Davis Waite, US-amerikanischer Politiker (* 1825)
- 30. November: Albrecht Weber, deutscher Indologe und Historiker (* 1825)
- 03. Dezember: Theodor von Lerber, Schweizer Pädagoge und Schulgründer (* 1823)
- 09. Dezember: Auguste Arens von Braunrasch, deutsche Schriftstellerin (* 1824)
- 13. Dezember: Johann Diepenbrock, deutscher Orgelbauer (* 1854)
- 15. Dezember: Elias Álvares Lôbo, brasilianischer Komponist (* 1834)
- 16. Dezember: William Gregory, US-amerikanischer Politiker (* 1849)
- 17. Dezember: Josep Manyanet i Vives, Heiliger, spanischer Priester und Ordensgründer (* 1833)
- 31. Dezember: Max Adamo, deutscher Historienmaler und Illustrator (* 1837)